# Пайтити
Пайтити (кечуа Paititi, Paitití, Paytiti, Paipite, Paykikin, Pareti, Pareties, Parechis, Parechies, Paresis) — затерянный или мифический золотой город инков в Андах в тропической сельве на юго-востоке Перу (Pantiaqulla, Kamanti, Qallanqa и Apuqañaqway), севере Боливии или юго-западе Бразилии (микрорегион Паресис). До сих пор считается не найденным и не отождествлённым с какими-либо руинами городов в Южной Америке. Является равнозначным значению «Эльдорадо» из-за того, что этот город был наполнен золотом, даже дома и дороги были сделаны из этого металла. По легендам, именно там инки «спрятали несметные золотые богатства, которые не дают покоя исследователям и авантюристам вот уже несколько веков».
В ряде колониальных хроник Пайтити — это топоним, определяющий восточную границу империи инков. В иных случаях речь идёт о некоей богатой стране, лежащей в амазонской сельве, к востоку от Анд, которая была обнаружена инками во время одной из восточных экспедиций. После испанской конкисты часть инков из Перу мигрировала в Пайтити, и их потомки продолжали безбедно жить там на протяжении всего XVII, а возможно, и XVIII века вдали от европейского влияния. На протяжении этого времени в документах встречаются ссылки на Пайтити как на живую, обитаемую страну. В XIX веке они исчезают. В качестве синонима названию Пайтити часто употребляется Мохос или Мусус.
Реальным золотым городом, располагавшимся в Южной Америке, была столица империи Инков — Куско, где было несколько десятков крупных домов, «стены которых как снаружи, так и внутри облицованы тонкими золотыми пластинами. В этом городе много прекрасных зданий. Там же Куско [то есть сапа-инка] держал свои сокровища; три хижины заполнены были золотом и пять серебром, а кроме того, сто тысяч самородков золота, добытых в рудниках; каждый самородок весит пятьдесят кастельяно». Также золотом были облицованы все храмы Солнца, королевские дворцы и жилища главных курак в столицах провинций империи, но поскольку все они были за короткий срок разграблены конкистадорами (отрядами Франсиско Писарро и Диего де Альмагро), то желание найти новый золотой город и мгновенно разбогатеть стало основой мифа о Пайтити и Эльдорадо.

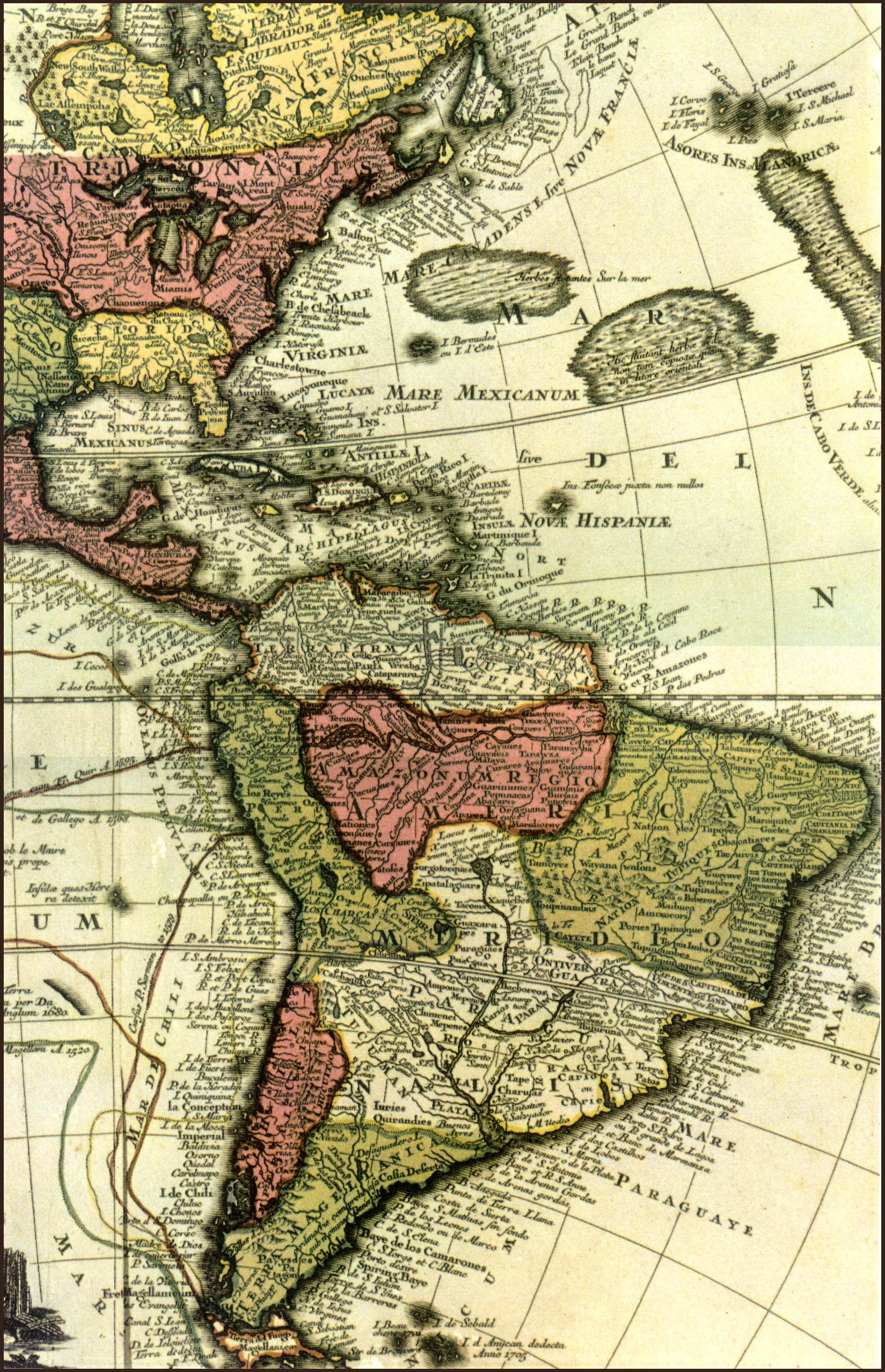
Карта Америки 1705 года

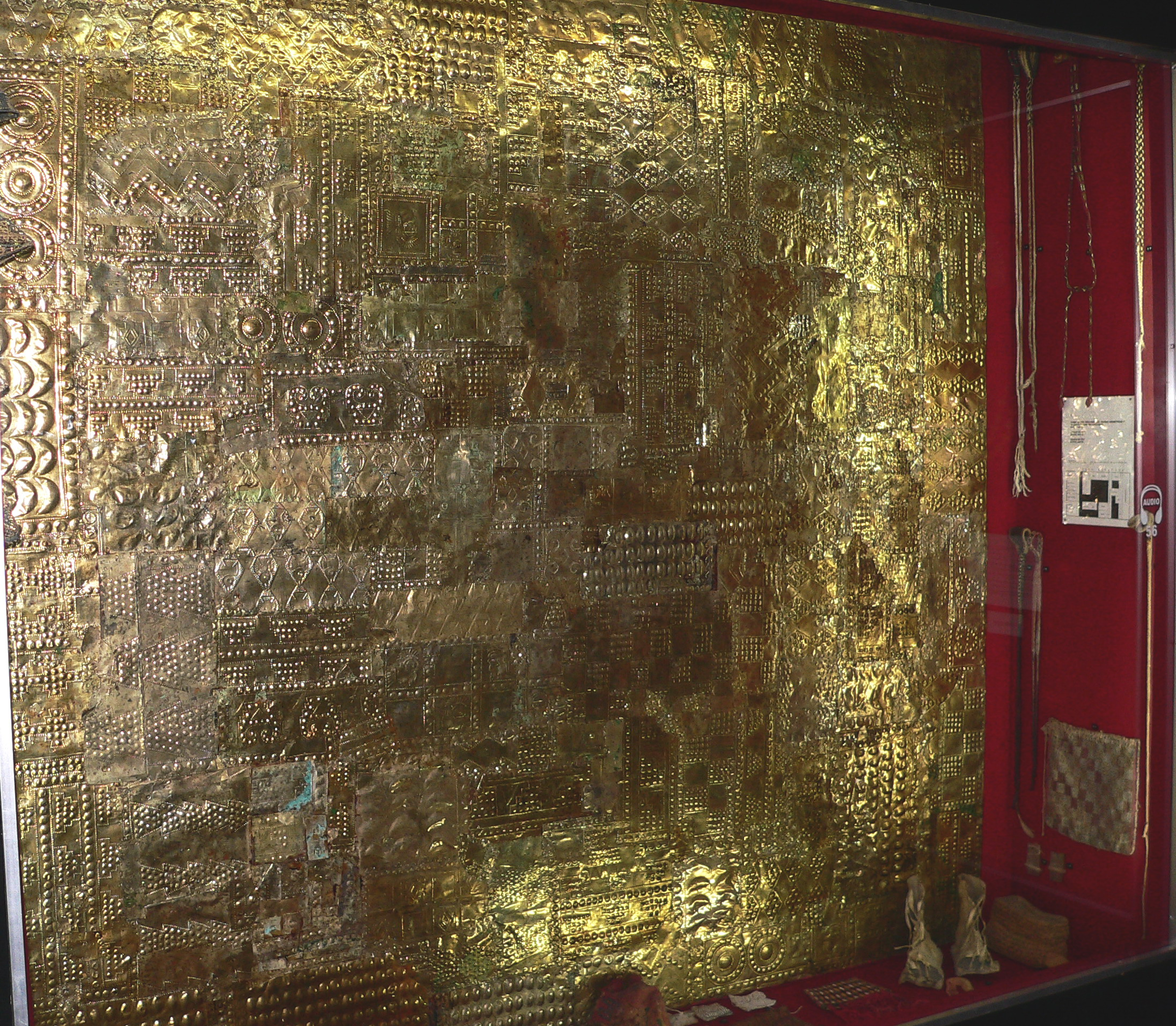
Золотая стена инков.

## Этимология слова
Есть много версий происхождения слова Пайтити.
В одной из легенд есть слово «Пайкикин», что на языке кечуа значит «такой же», оно было использовано для названия нового Куско, построенного инками на завоёванных территориях. Однако изначальное название города стерлось в памяти инков, его место заняло «Пайкикин», которое позднее трансформировалось в «Пайтити». Происхождение последнего названия можно объяснить и по-другому. Вполне вероятно, что в империи инков оно означало «металл» или «свинец», то есть на кечуа — «тити». В таком случае «Пайтити» переводится как «сам металл», а учитывая склонность кечуа к образности, это название вполне могло означать «металлический город», «город из металла».
На языке одного из племён индейцев, это означает Два Холма (по версии Ханса Ертля (1955), осуществившего экспедицию в Боливию на север от Ла-Паса, он обнаружил гору, которую так называли индейцы), по другой версии — сделанный из металла. Во многих индейских языках pai — означает отец, а слово titi — означает пума или ягуар. Получается, что Paititi — это отец ягуар, властвовавший над народами. По версии аргентинского исследователя Энрике Гандия — «Pai» — это «монарх», а «titi» — название озера Титикака, то есть «Правитель Титикаки». В то же время ещё у Джованни Анелло Оливы (1631) было сказано, что «Титикака значить свинцовая скала или кошачья скала, поскольку это животное также называется Тити». Современные аймара под titi подразумевают строго пуму, то есть Puma concolor, но в XVI веке слово могло иметь другие значения и происхождение.
В словарях начала XVII века кечуа (Ольгин, 1608) и аймара (Бертонио, 1612) целиком само слово Пайтити не зафиксировано, хотя и другие географические названия в них не упоминаются.

## Известия о Золотой стране

### Открытие Перу

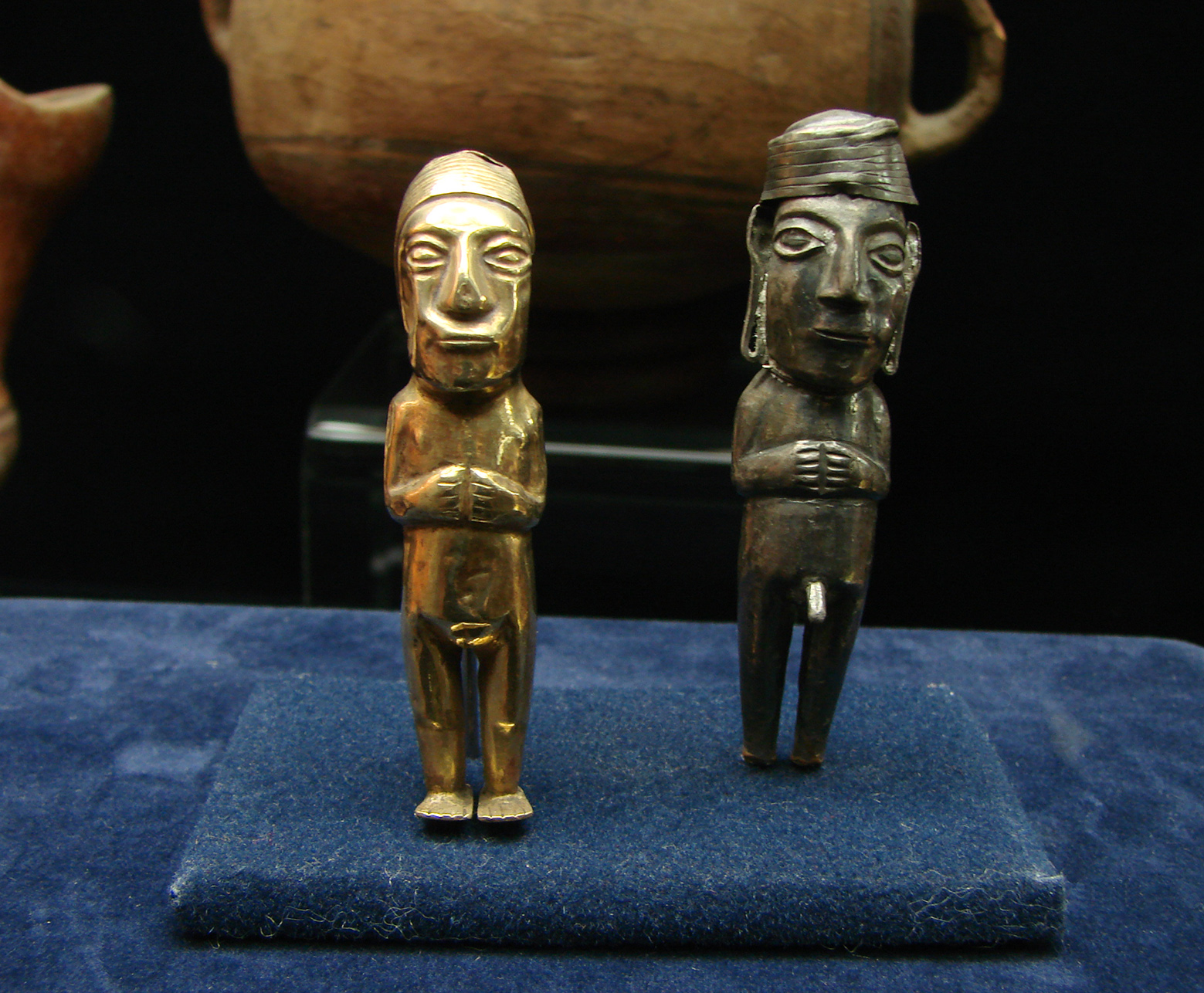
Золотые статуэтки инков. Фото с Пражской выставки «Золото инков».

Появление легенд о Золотой стране на Юге (или Востоке, как указано в первом докладе) от Панамы связано с первой экспедицией Франсиско Писарро и Диего де Альмагро в поисках богатой на золото страны Биру.
Согласно докладу Хуана де Самано, секретаря Карла V, впервые название Перу упоминается в 1525 году в связи с завершением первой Южной экспедиции Франсиско Писарро и Диего де Альмагро. Экспедиция вышла из Панамы 14 ноября 1524 года, но вынуждена была вернуться в 1525 году. Вновь Писарро отплыл в 1526 году вместе с Альмагро и Бартоломе Руисом, посетив Тумбес, потом вернулся в Панаму. В 1528 году он вернулся в Испанию и летом 1529 года встретился и беседовал в Толедо с Эрнаном Кортесом. В начале 1531 года Писарро отправился в свою третью экспедицию по завоеванию империи Инков. 8 марта 1533 года, дабы продолжить свои кампании в провинциях Перу, он получил от Королей Испании «Требование (Requerimiento)», документ испанского средневекового права, официально разрешавший завоевание новых провинций.

### Пленение Атауальпы

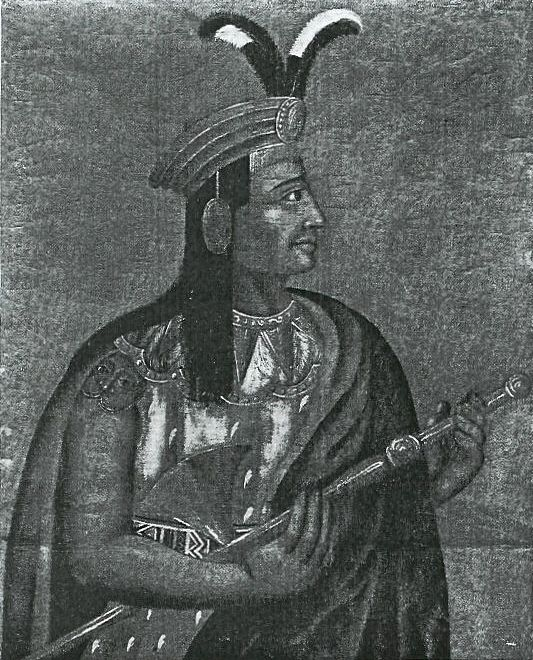
Портрет Атауальпы

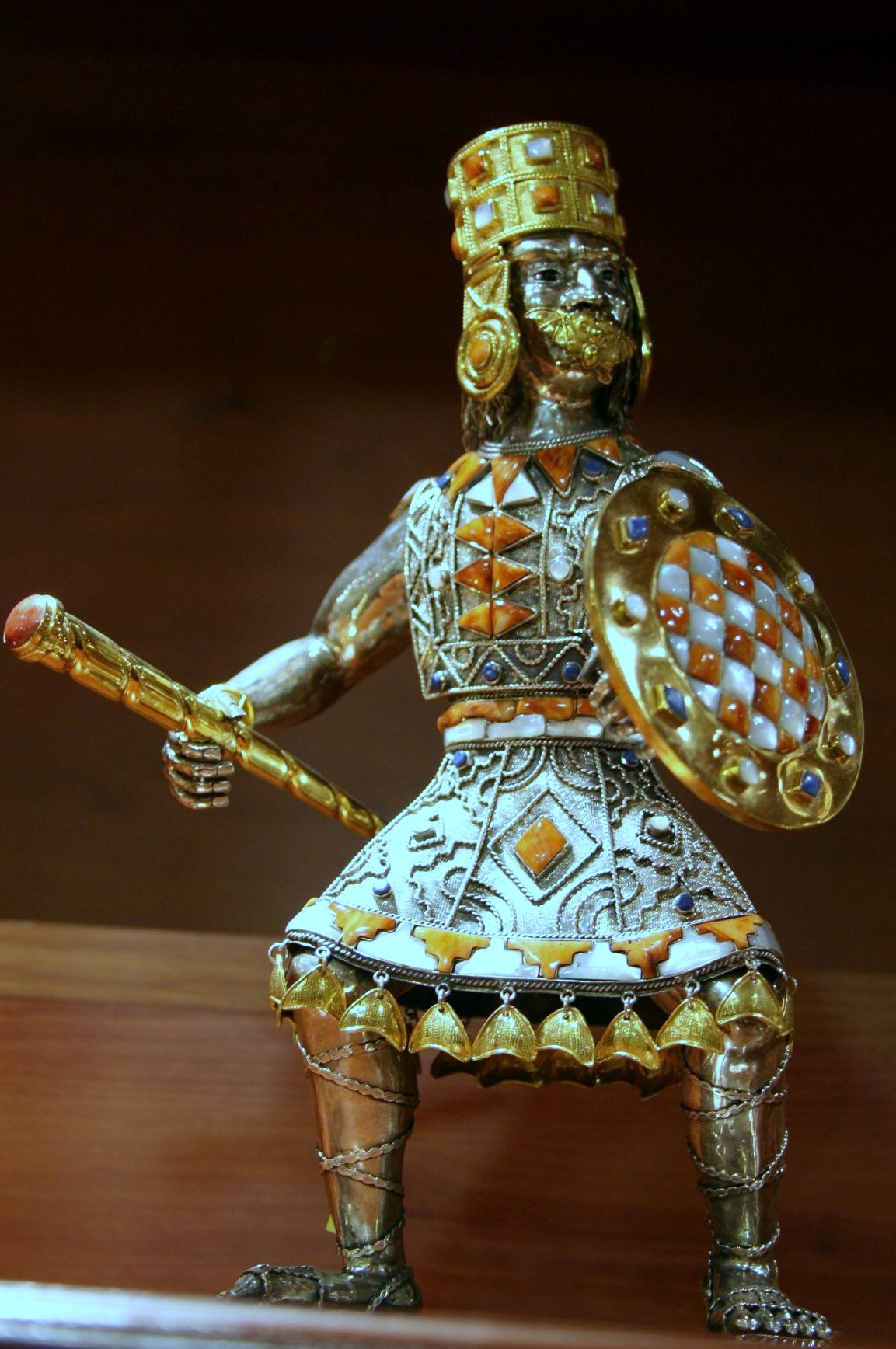
Современное ювелирное украшение, стилизованное под инкский стиль.

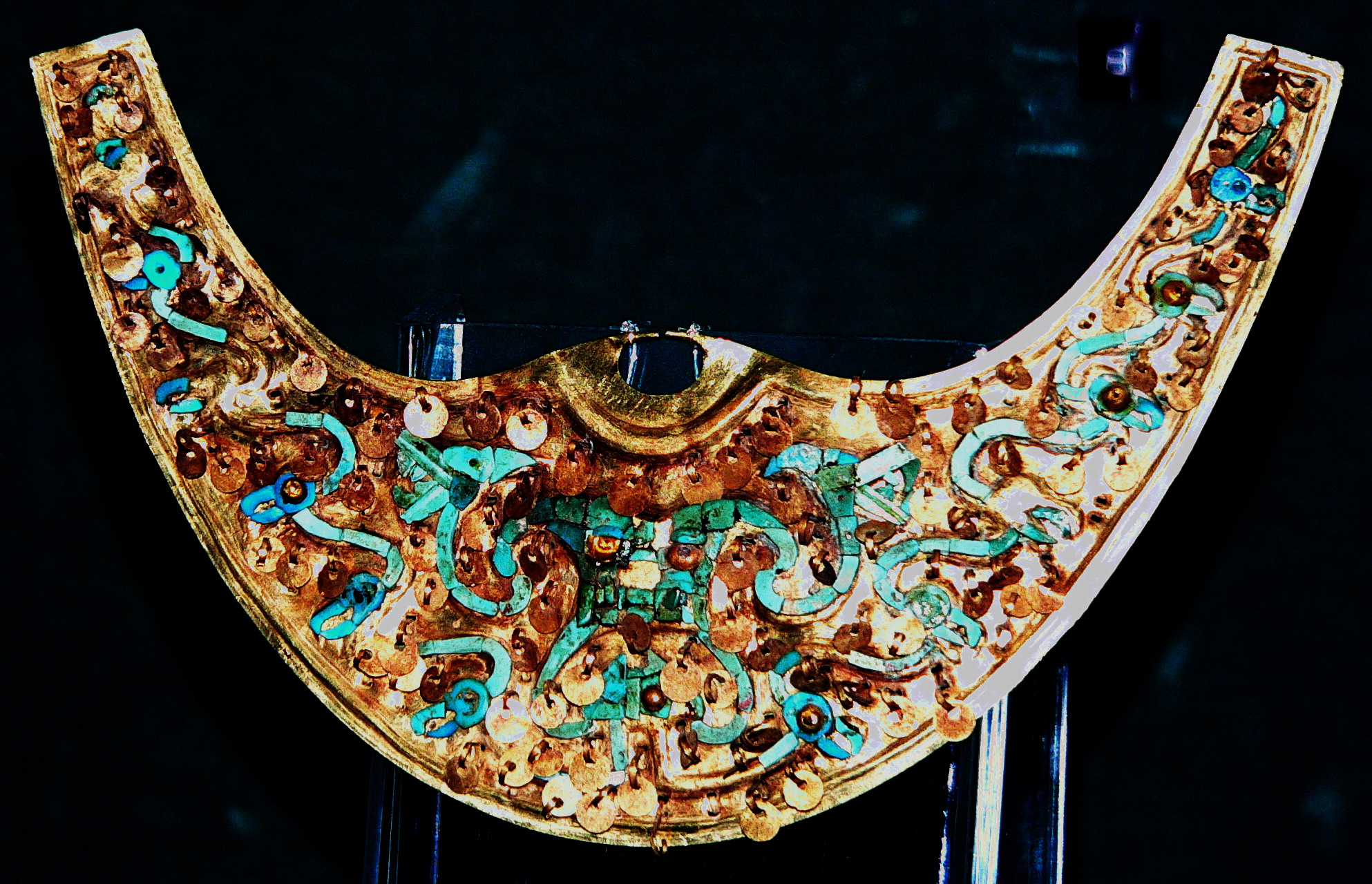
Золотые украшения из долины Моче

После пленения короля Инков Атауальпы, испанцам за его освобождение был предложен знаменитый «Выкуп Атауальпы», в виде изделий из золота и серебра (переплавленных затем в слитки), заполнивших комнату до отметки на высоте поднятой руки. Согласно докладу нотариуса Педро Санчо губернатор Франсиско Писарро со своей прислугой и переводчиками получил при его разделе 18 июня 1533 года такое количество: золота — 57220 песо, серебра — 2350 марок.
Большой толчок легенде об Эльдорадо дали известия о сокровищах инков, доставленные из Перу в 1533 году в Санто-Доминго в полной секретности. Они вызвали истинное потрясение у обывателей, которые утверждали, что «это был волшебный сон». Историк Овьедо: «что это не миф и не сказки». А поскольку корабль с сокровищами не останавливался ни в одном порту по пути следования, кроме самых главных, то это способствовало возникновению многочисленных слухов о несметных богатствах континента. Первый из четырёх кораблей, гружёный сокровищами, прибыл в Севилью в конце 1533 года. Королевскую «пятую часть» доставил сам Эрнандо Писарро. После этого события желание найти сокровища стало главным стремлением у всех новоприбывших в Новый Свет. Так, в 1534 году будущий хронист Сьеса де Леон, путешествуя с отцом-торговцем, увидел в Севилье, как разгружали сокровища из выкупа Атауальпы, что и послужило, видимо, поводом уехать в Южную Америку. Он же в 1553 году в своей книге «Хроника Перу» сообщил о таком количестве золота у Инков:

Когда я был в Куско, перехватив у тамошней знати сообщение Инков, я услышал, что Пауло Инка и другие знатные говорили, что если все сокровища, имевшиеся в провинциях и в ваках [Guacas], то есть их храмах, и в захоронениях соединить [вместе], то ущерб был бы настолько мал, от того, что испанцы извлекли, сколь малым было бы извлечение из одного большого кувшина для воды одной его капли.
И чтобы лучше прояснить очевидное сравнение, они взяли одну большую меру маиса, из которой, доставая одну горсть, сказали христианам, присутствующим при этом, [что] большая часть находится в таких местах, что мы сами не знаем об этом. Так что великие сокровища в этих местах утеряны.— 

### Сокровища чибча-муисков, захваченные конкистадорами

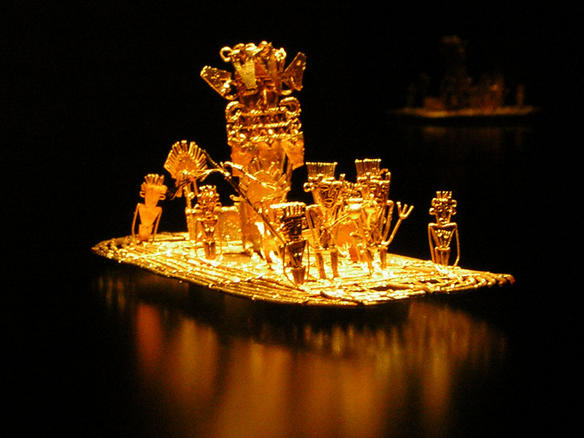
Золотой плот Эльдорадо. Культура муисков.

Сокровища, захваченные конкистадором Гонсало Хименесом де Кесадой на территории Колумбии у чибча-муисков, составили меньшее количество, чем захваченное Франсиско Писарро у инков, как видно из доклада королевских чиновников Хуана де Сан Мартина и Антонио де Лебрихи, принявших личное участие в походе (июль 1539):

Когда заместитель [Хименес де Кесада] вернулся в Тунху, было взвешено имевшееся золото, и взвешенное, составило, как в том, что было захвачено в Тунхе, так и у Согамосо и другое небольшое количество золота, захваченное в крае, вес в сто девяносто одна тысяча и сто девяносто четыре песо чистого золота, и другого, более низкопробного, золота тридцать семь тысяч двести тридцать восемь песо, и другого золота, называемого золотой лом, набралось восемнадцать тысяч триста девяносто песо. Была захвачена одна тысяча восемьсот пятнадцать изумрудных камней, среди которых имеются высококачественные камни, одни крупные, а другие — маленькие, и многообразные.— Хуан де Сан Мартин и Антонио де Лебриха. Доклад о завоевании Нового Королевства Гранада (июль 1539 года).
Также известно из этого доклада, что большую и лучшую часть сокровищ местные правители, оказавшие сопротивление, спрятали от испанцев.

## Исторические сведения и документы о Пайтити

### Сообщения кипукамайоков, 1542
Похоже, первое упоминание Пайтити в хрониках завоевания Перу находится в «Докладе о Происхождении и Правлении Инков», больше известного как «Сообщение кипукамайоков», составленного в 1542 году (переводчиком и писцом тогда выступил Хуан де Бетансос), где приводится такое сведение о Пачакути Инке, сыне Виракочи Инки: что он завоевал оружием многие земли (Чаркас, Чичас, Диагитов, все поселения Кордильер, Анд и Карабая, и вплоть до Кито, и всё побережье Тарапака), а там где не мог оружием, то добивался подчинения «лестью и подарками, а были это провинции [племен] Чунчос и Мохос и Андес, дабы иметь свои крепости возле реки Патите и в их гарнизонах солдат».

### Кристобаль Вака де Кастро, до 1544

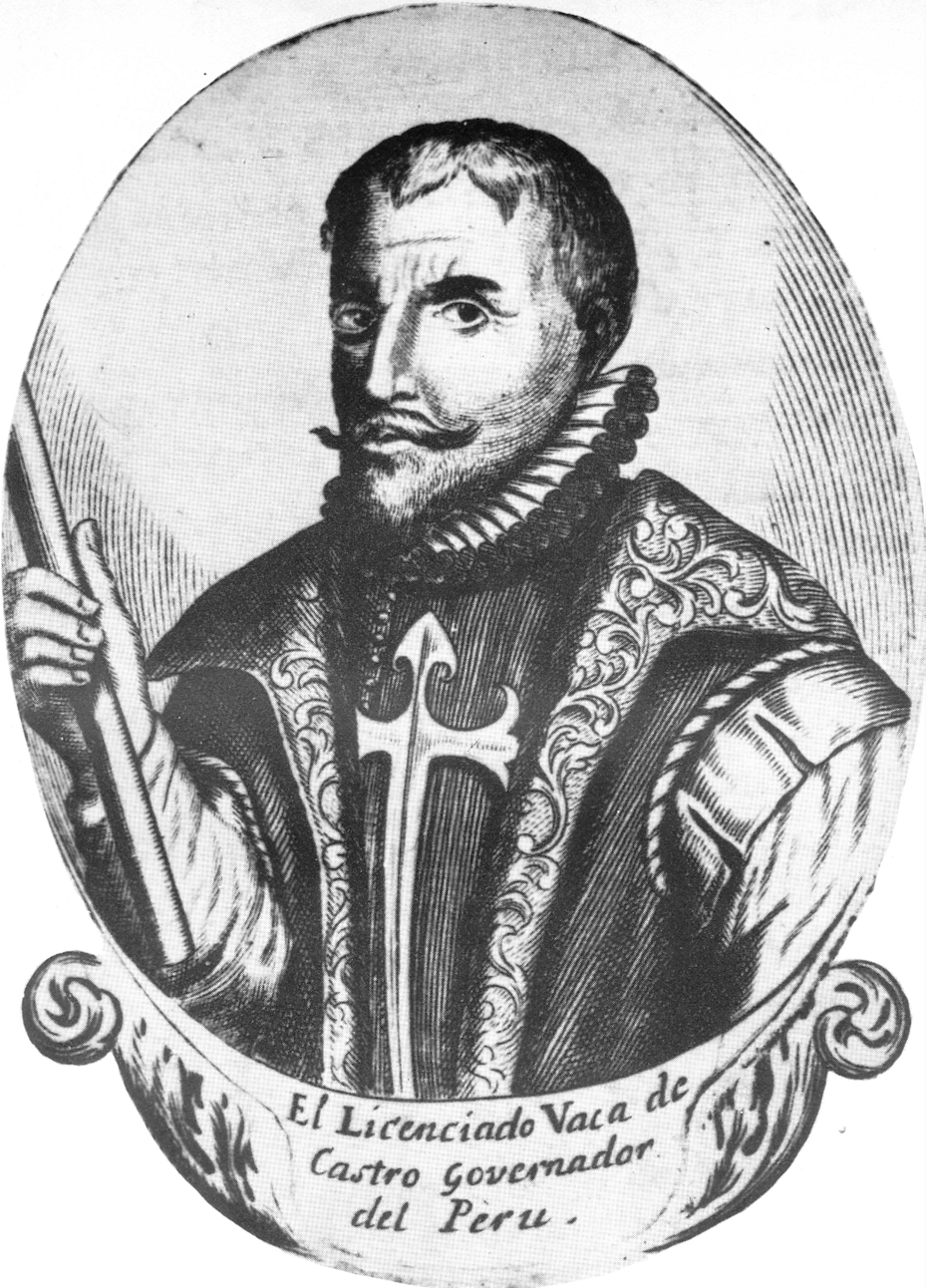
Кристобаль Вака де Кастро

Краткое сообщение о реке Пайтити имеется у Кристобаля Ваки де Кастро в связи с завоеваниями Инки Пачакутека, отца Тупака Юпанки:

…Тех, кого не мог [покорить] войнами и оружием, приводил к покорности лестью и дарами, каковые были провинции Чунчос [Chunchos], и Мохос [Mojos], и Андес [Andes], вплоть до того, что имел крепости на реке Пайтите [Paitite] и гарнизоны в них.— Levillier R. El Paititi, El Dorado y las Amazonas. Buenos Aires: Emece Editores, 1976. С. 6.

### Хуан Альварес Мальдонадо, 1567—1569
В 1567 году лиценциат Вака де Кастро заключил договор с Хуаном Альваресом Мальдонадо, жителем Куско, о разведывании и заселении земли по ту сторону Кордильеры, начиная с озера и крепости Опотари, крупного поселения в 30 лигах от Куско, открытого капитаном Кандия в 1539 году с отрядом в 200 человек. Мальдонадо основал селение Бьерсо. Высылал экспедицию к Тормонам, но она погибла. Прошёл более 200 лиг в обе стороны, углубился в материк на 70 лиг; первым обнаружил саваны за Опотари, и по реке первым преодолел монтанью — густые непроходимые леса. Он сообщил о реке и озере Пайпите (Paipite) и провинции индейцев Корокоры и Женщин (de los Corocoros y de las Mujeres). Всю открытую землю он назвал Новая Андалусия. С собой он вёл лоцманов, которые проводили замеры высот и направлений, и определил, что река Мано течёт по направлению Восток-Запад. Исследовал «c восточной и с западной» стороны течение реки Майу-тата, притока Бени.

### Сармьенто де Гамбоа, 1572
По сведениям Сармьенто де Гамбоа:

Так вступил Топа Инга [Topa Inga] с названными капитанами в Анды, каковые есть горы ужасные и удивительные, с множеством рек, где [он] испытал величайшие лишения [trabajos], равно как и люди, которых он привел с собою из Пиру, из-за перемены климата [temple de tierra], потому что Пиру земля холодная и сухая, а Андские горы жаркие и влажные, воины Топа Инги болели, и многие умерли. И сам Топа Инга с третьей частью людей, которых он привел с собою для завоеваний, долгое время блуждали по горам, не находя им ни конца ни края [sin acertar salira un cabo ni a otro], пока не встретился им Оторонго Ачачи [Otorongo Achachi] и не указал путь. Завоевал в тот раз Топа Инга и его капитаны четыре великих народа. Первым были индейцы, называемые Опатари [Opataries], и другой Маносуйо [Manosuyo], и третий, который зовут Маньяри [Macaries] или Янашиме [Yanaximes], что означает черноротые, и Речную провинцию [Provincia del Rio], и провинцию Чунчос [Chunchos]. И долго шёл вниз по реке Тоно [Tono] и дошёл до [племени] Чипонауа [Chiponauas]. И по дороге, которую ныне называют Камата [Camata], послал другого своего великого капитана Апо Куримаче [Apo Curimache], который направился на восход солнца и дошёл до реки, о которой сейчас вновь приходят известия, называемой Пайтите [Paytite], где установил пограничные знаки [mojones] Топа Инги.— Pedro Sarmiento de Gamboa. Historia de los Incas, 2004. С. 130.

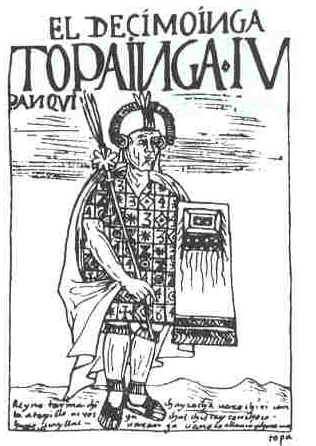
Тупак Инка Юпанки. Рисунок из рукописи Пома де Айялы.

По этой же дороге через Камата шёл капитан Перансурес в 1539 году, достиг реки Омапалько, текущей из Монтаньи племени Мохос; прошёл через индейцев Чириабонов и достиг индейцев Маркиров на другом берегу реки, но поскольку дальнейшее продвижение по течению реки было затруднительным, он вынужден был вернуться, потеряв много людей. Перансурес углубился внутрь материка на 60 лиг. Что интересно, другой известный историк и писатель Мигель Кабельо Бальбоа, знавший о произведении Гамбоа, верный своему призванию миссионера перебрался в Чаркас; добился назначения священником в Камата, в муниципалитете Ларрекаха, и там осуществлял деятельность по евангелизации индейцев в провинции Карабая, и посещал населённые пункты племен лекос и агуачилес (lecos и aguachiles) в амазонской сельве. Там же в Камата и умер в 1608 году.

### Рейд в Вилькабамбу и исчезновение инков, 1572

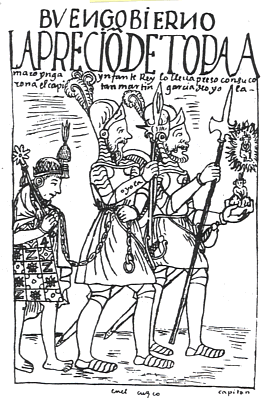
Тупак Амару, последний правитель инков, узник испанцев, 1572

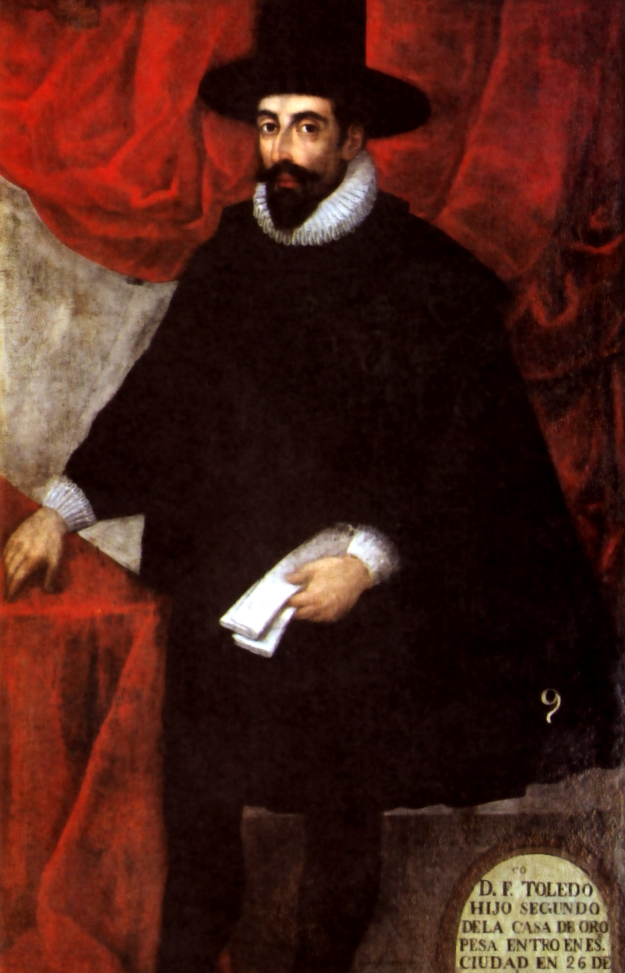
Франсиско де Толедо

В связи с подписанием Титу Куси Юпанки капитуляции в Анкобамбе (26 августа 1566 года) инки утрачивали свою независимость в Вилькабамбе, а сама территория теперь становилась доступной для испанцев, стали возможными и новые экспедиции в поисках Пайтити. Но убийство Титу Куси в 1571 году испанским священником и приход к власти Тупака Амару вновь закрыли перед испанцами Вилькабамбу.
Используя как повод к войне с инками то, что те «нарушили закон, соблюдаемый всеми народами мира о безопасности послов» новый вице-король, Франциско де Толедо, граф Оропеса, решил атаковать инков и захватить Вилькабамбу. Он объявил войну 14 апреля, 1572 года. В течение двух недель небольшая группа испанских солдат захватила ключевой мост на границе и это стало началом вторжения. 1 июня начались первые боевые действия в долине Вилькабамба. Несмотря на то, что инки были гораздо хуже вооружены, они были настроены на победу. Инки атаковали первыми. Раз за разом они пытались снять осаду испанцев и их союзников, но были вынуждены отступить. 23 июня форт Гайана Пукара загорелся в результате артиллерийского обстрела. Армия инков вынуждена была оставить последний город и отступить в джунгли. 24 июня испанцы вошли в Вилькабамбу, но обнаружили её опустошённой. Сапа Инка исчез. Город был полностью разрушен, а империя инков официально перестала существовать.
За день до этого Тупак Амару с сотней воинов ушёл на запад в джунгли. Его группа, состоящая из военачальников и членов семьи, разделилась на более мелкие с целью избежать захвата. Три группы испанских солдат преследовали их. Одна из групп захватила сына и жену Титу Куси Юпанки. Вторая группа вернулась с военнопленными, а также захватила золото, серебро, драгоценные камни. Третья группа взяла в плен двух братьев Тупака Амару, других членов семей и нескольких военачальников, в частности главного полководца и наместника Гуальпа Юпанки, и полководца Кури Павкара. Сапа Инка и его главнокомандующий остались на свободе.

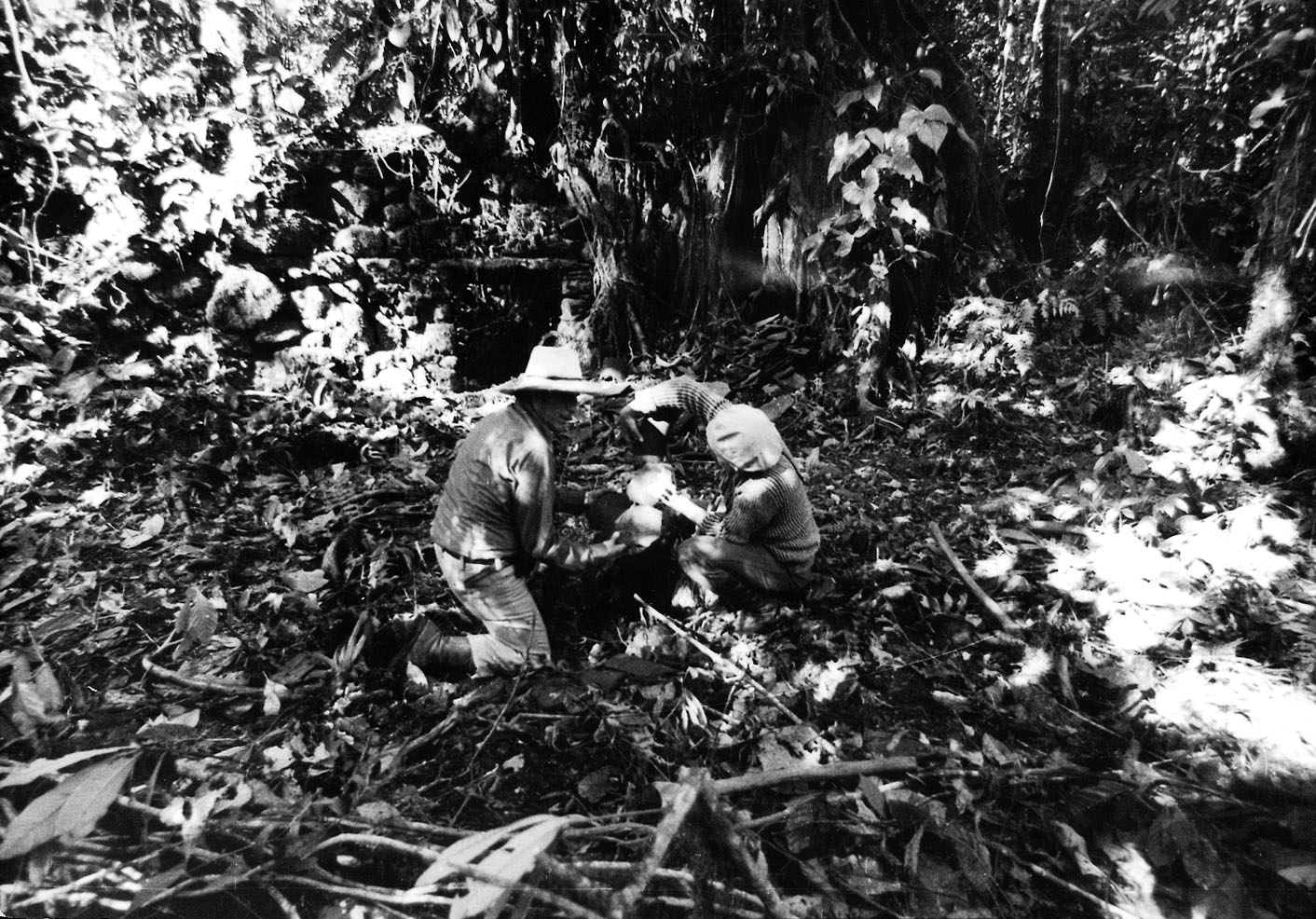
Руины Вилькабамбы в 1976 г.

После описанных событий испанцы сформировали отряд из 40 лучших солдат для поисков Тупака Амару. Они прошли реку Масахуай и через 170 миль обнаружили склад инков с большим количеством золота и столовых приборов для сервировки императорского стола. Испанцы захватили группу индейцев Чунко, которые сообщили о том, что видели Сапа Инка. Испанцы узнали, что Тупак Амару спустился по реке на лодке в местность под названием Момори. Испанцы связали плоты и последовали за ним. В Момори они обнаружили, что Тупак Амару ушёл дальше. Испанцы воспользовались помощью местных индейцев, которые указали им путь и сообщили, что Тупак Амару задержался в их краях из-за родов жены. Пройдя 50 миль, преследователи увидели огонь костра. Они обнаружили Сапа Инка Тупака Амару и его жену у этого костра. Испанцы гарантировали безопасность Тупаку Амару и его жене. Тупак Амару был арестован капитаном Мартином Гарсиа де Оньяс-и-Лойола (за это он получил в награду пожизненную ежегодную ренту в 1500 песо).
Пленники были проведены к руинам Вилкабамбы, а оттуда были доставлены в Куско вместе с остальными захваченными индейцами 21 сентября. Победители захватили также мумифицированные тела Манко Капака II и Титу Куси Юпанки, золотую статую Пунчао, а также другие реликвии, в том числе остатки сердец умерших Сапа Инка. Впоследствии они были уничтожены.

### Иезуиты, конец XVI — начало XVII века

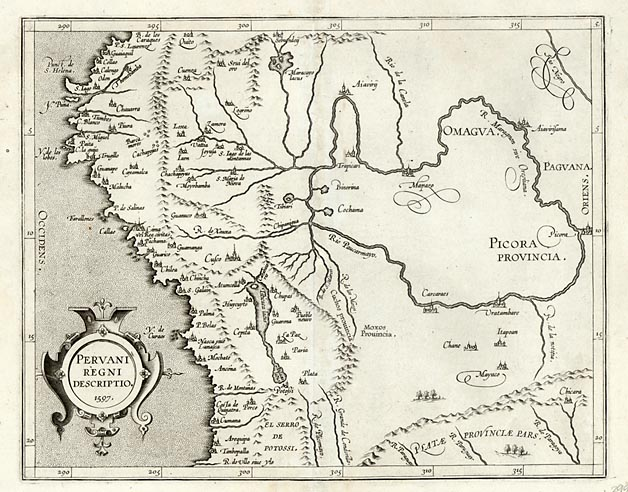
Карта Перу 1597 года

О «Королевствах Пайтити» первым из иезуитов заговорил Саманьего в письме к Аквавиве от 28 декабря 1585 года; вновь он делает это в carta annua от 24 января 1588 года, а также 20 апреля 1600 года.
Великий испанский историк и также иезуит Хосе де Акоста в «Естественной и нравственной истории Индии» пишет, что по Амазонке «несколько раз плавали испанцы, намереваясь открыть земли, славящиеся своими огромными богатствами, особенно ту землю, которую называют эль Дорадо и Пайтити (el Dorado, y el Paytiti)». По его сведениям, данные походы совершали сначала аделантадо Хуан де Салинас, а затем капитан Педро де Орсуа.
3 апреля 1596 года упоминает о Пайтити Пабло Хосе де Арриага.
В 2001 году итальянский археолог Марио Полиа (Mario Polia) обнаружил сообщение миссионера Андреса Лопеса (или Андреа Лопеса), ректора Иезуитской коллегии в Куско, отправленное пятому Главе Ордена Клаудио Аквавиве (или его преемнику Муцио Виталески), и хранящееся в архиве Иезуитов в Риме. В документе, который датируется примерно 1600 годом, Лопес описывает большой город, богатый золотом, серебром и драгоценностями, расположенный в середине тропических джунглей около водопада и называемый Паитити. В городе занимались металлургией, имелись храмы и здания.
Согласно тексту, миссионера пригласил местный правитель, описывавший 10-дневный пеший поход из Куско в Пайтити (королевство или город, где золота больше, чем в Куско), и обещавший соорудить церковь из золотых блоков, но не сообщается, был ли предпринят поход Андресом. Лопес испрашивал папского разрешения на обращение в христианство местных жителей.

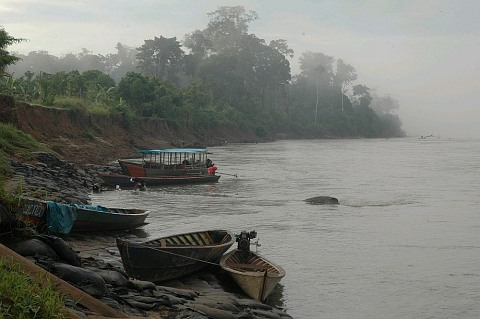
Мадре-де-Диос в городе Бока Ману

Тот же Марио Полиа обнаружил документы в Архиве Общества Иисуса, в частности доклад Главы Ордена Клаудо Аквавивы папе римскому Клименту VIII, описывая ему открытие, нуждавшееся в сохранении строгой секретности, чтобы не вызвать золотой лихорадки. В докладе содержится информация о городе, окружённом стенами, покрытыми золотыми листами, и место то называется «Пайтити». Миссионеры планировали евангелизировать Пайтити и соорудить кафедральный собор полностью из золотых блоков, дабы посвятить город Богу. Место идентифицировали с рекой Мадре-де-Дьос, в предгорьях Анд на юго-востоке Перу.
Андрес Лопес родился в Вильягарсия (?) в 1544 года. Вступил в Орден Иезуитов в 8 января 1565. В 1592 году стал ректором коллеггии в Потоси. Дата смерти неизвестна.
Торрес Больо задумавший план создания «Республики индейцев» и осуществивший его позже в Парагвае, оставил кое-какие сведения о Пайтити. В 1603 году он писал в своём докладе «Relatione Breve» к Главе Ордена Аквавиве о желании реализовать свой проект на огромных землях кордильер и в «Regni de li Pareti et del Dorato», то есть в мифическом Пайтити, «il cui paese speriamo deva esser como nuovo et ampio Peru» («каковая страна, надеемся, должна быть, как новое и обширное Перу»).
В его докладе 36 страниц из 60 посвящены письмам, ранее составленных другими миссионерами в Тукумане, в Санта-Крус-де-ла-Сьерра (отцами Диего Мартинесом и Диего Саманьего) и в Хули.
Как указывает Торрес Больо, открыл земли Пайтити Франсиско де Каррион в 1599 году. Вице-король Луис де Веласко подтверждает это сведение в письме королю от 5 мая 1600 года из города Кальяо, что «За Санта Крус де ла Сьерра, к северу, была разведана провинции, находящаяся, предположительно, в 500 лигах по суше от этого города… очень много индейцев, называемые паратиес, и среди них селение негров, должно быть убежавших из Бразилии… один из них (имеется в виду Франсиско де Каррион) пришёл от имени города Санта Крус просить меня разрешения и приказа, чтобы осуществить открытие по всей форме». Знатные же жители и религиозные деятели города Санта Крус просили иезуитов послать в это Королевство много миссионеров.
Отец Мартинес просил у провинциального Главы Ордена Кабредо и у вице-короля Луиса де Веласко разрешения обратить в христианство местных жителей. Он же пишет в письме из Чукисака от 4 апреля 1601 года: «Провинция паретис разведана в конце 1599 года; она находится в ста лигах от города Санта Крус (де-ла-Сьерра) к Северу». Но вице-король Луис де Веласко располагает эти королевства в 500 лигах к северу от того же города. Другие авторы «в 80 лигах от этого города», а Торрес переводит на итальянский: «260 miglia lontano di qua» («на расстоянии 260 миль оттуда»).
В ежегодное письмо от 20 апреля 1600 года отец Кабредо включил письмо Саманьего (осуществив перевод на испанский), где последний пишет, что «Эти провинции очень большие и очень густо заселены, и не меньше, чем земли мохос, Пайтити и Дорадо» (Торрес перевёл на итальянский «Paititi y Dorado» как «Regni delli Pareti, & del Dorato» — Королевства Парети и Дорадо), «Негров», «Энанос», «Амазонас» и «Гуарайос» «hominem non habent» и приглашает провинциального Главу Ордена в Перу Хуана Себастьяна присоединиться к нему в этой миссии.
Торрес Больо также просит Аквавиву послать многих иезуитов в эти провинции.
Другие сведения о Пайтити встречаются в письмах отца Анджело Монитоли (30 апреля 1601), Диего Мартинеса (1 марта 1602).
Кабредо в письме к Аквавиве от 1 марта 1602 года сообщает: «Разведывание паретис (de los paretis), о котором я написал Вашему Святейшеству в ежегодных письмах за [15]99 и [1]600 года находится в наилучшем состоянии и с большими надеждами… Это мне рассказал добрый отец Диего Саманьего… желая идти первым в эти великие врата и входы, которые продолжают разведываться, что надеются, что это должно быть новое и известное Перу, идущее с обратной стороны великой кордильеры к Провинции Чаркас к Кито и Новому Королевству по всем тем известным районам, которые как известно есть у берегов Северного моря (Атлантического океана)».
Упоминается Пайтити также в другом письме Кабредо к Аквавиве от 28 апреля 1603 года.

### Инка Гарсиласо де ла Вега, 1609
У Инки Гарсиласо де ла Вега в книге «Королевские комментарии» (1609) имеется пространное описание инкской экспедиции на восток, имеющее, видимо, общий источник с рассказом, изложенным у Лисарасу (1636), но обладающее несколькими существенными отличиями (вероятно, Гарсиласо был знаком с одним из отголосков этого рассказа):
1. Гарсиласо не упоминает названия Пайтити, вместо него использует «Мохос» и «Мусус».
2. Он относит экспедицию к временам Тупака Инки Юпанки, то есть, по меньшей мере, на поколение ранее, чем в версии Алькайи. Возможно, сыграло роль наложение другой версии, изложенной у Сармьенто де Гамбоа.
3. Согласно Гарсиласо, экспедиция спускалась на плотах по реке Амарумайу, которая обычно отождествляется с Мадре-де-Дьос. Это принципиально иной маршрут, хотя в конечном итоге он приводит примерно в ту же зону: в северную часть Сьерры де Паресис. Вместе с тем, Гарсиласо упоминает, что послы, шедшие из Мохос в Куско, чтобы доложить об открытии Инке, «совершили огромнейший крюк, чтобы выйти к Коско»[27]. Возможно, речь идёт о пути через Восточную Боливию, который считался наиболее лёгким, хотя и долгим (поход вверх по течению Мадре-де-Дьос — предприятие практически нереальное по тем временам)[2].

### Блас Валера, 1618
Иезуит Блас Валера в своей тетради оставил два рисунка Пайтити:
- один — изображающий Пайтити на амазонском склоне Анд и добавил некоторые разъяснения к рисунку:

Властелин, здесь находится золото, которое ты не украл.
Властелин, здесь — свобода, которую ты у нас не отнял.
Ты, народ Тауантинсуйу, можешь все ещё надеяться
Я жду этого для тебя.— Exsul immeritus blas valera populo suo e historia et rudimenta linguae piruanorum. С. 382
- второй — на противоположном ему склоне, и добавил такую надпись:

Это — то же самое [То есть это Пайтити то же самое, что и Куско; заменяя задненёбный звук на зубной, получается Paytitin: Пайтити кого-то].— Exsul immeritus blas valera populo suo e historia et rudimenta linguae piruanorum. С. 382
Примечательно, что Пайтитин записано вовсе не латиницей, а с помощью ключевых знаков токапу.
На этом втором рисунке изображено пять гор, у подножия которых протекает река. Если считать слева направо, то первая и четвёртая горы соединены подземным ходом, к входу пещеры четвёртой горы снизу от реки ведёт лестница. Лестницы также ведут к пещерам второй и пятой горы. На второй горе или за ней стоит чёрное животное с тремя белыми кругами на теле, похожее на кошачьих, пожирающее солнце, находящееся прямо над вершиной третьей горы. Также на рисунке присутствует гео-юпана — геометрическая модель местности у инков.
В книге «Королевские комментарии» Гарсиласо де ла Вега, ссылаясь на Бласа Валера, привёл также одно сообщение из района озера Титикака, в котором сообщается о судьбе инкского золота после прихода испанцев, относительно чего историк Энрике Пупо-Уолкер заметил, что «эти и другие легенды послужили началом сказочным географическим рассказам о Богатой Земле Магов, о Каракараэс и о Пайтити»:

Отец Блас Валера, рассказывая о богатстве того храма [на острове Титикака] и о том многом, что было накоплено и [197] превышало [нужды храма], говорит, что переселённые индейцы (которых зовут митмаками), проживающие в Копа-кавана, заверяли его, что имелся такой избыток золота и серебра, что из него можно было бы построить другой храм, начиная от его фундамента и кончая крышей, без применения какого-либо другого материала. И что, как только индейцы узнали о приходе на те земли испанцев и что они забирали себе все богатства, которые находили, они бросили все в то великое озеро… Таким образом, живёт известная всем молва, как та, которой поверили те испанцы, что индейцы укрыли неисчислимые сокровища в озёрах, пещерах, горах, хотя нет надежд заполучить их.
— Гарсиласо де Ла Вега. История государства инков. с.196-197

### Бернардино де Карденас, 1629

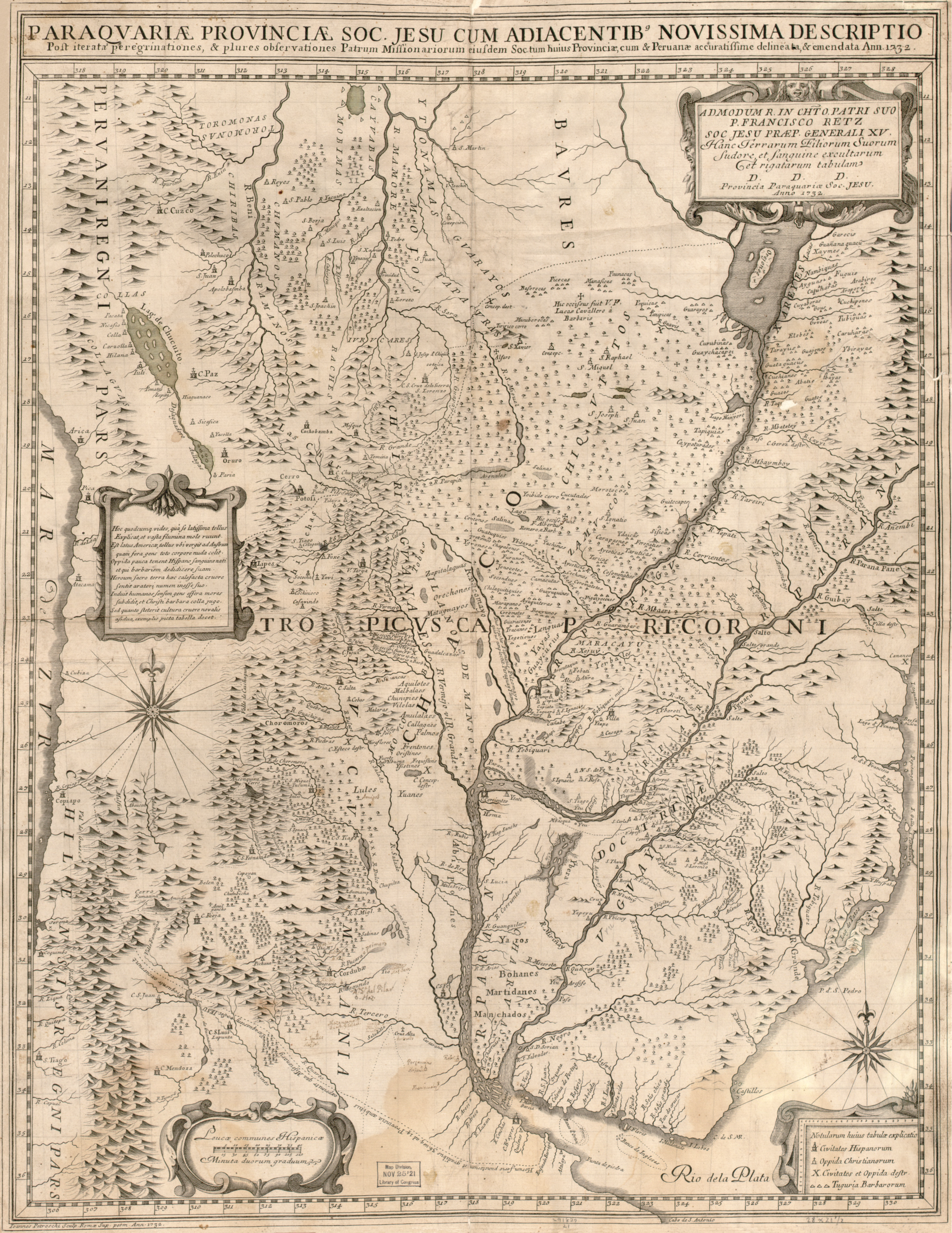
Карта иезуитской провинции Парагвай и соседних территорий, 1732 год.

Карденас в 1629 году был священником в приходе Камата, позже он стал епископом Парагвая, а затем губернатором. У него имелись существенные разногласия с иезуитами. Он выступал за вмешательства Короны в дела иезуитов (противоположную позицию держали сами иезуиты по отношению к привлечению индейцев на работы испанцами) и писал в Чикасаку, Лиму и Мадрид, о том, что иезуиты обогащаются на золотых приисках в ущерб Испанской Короне.

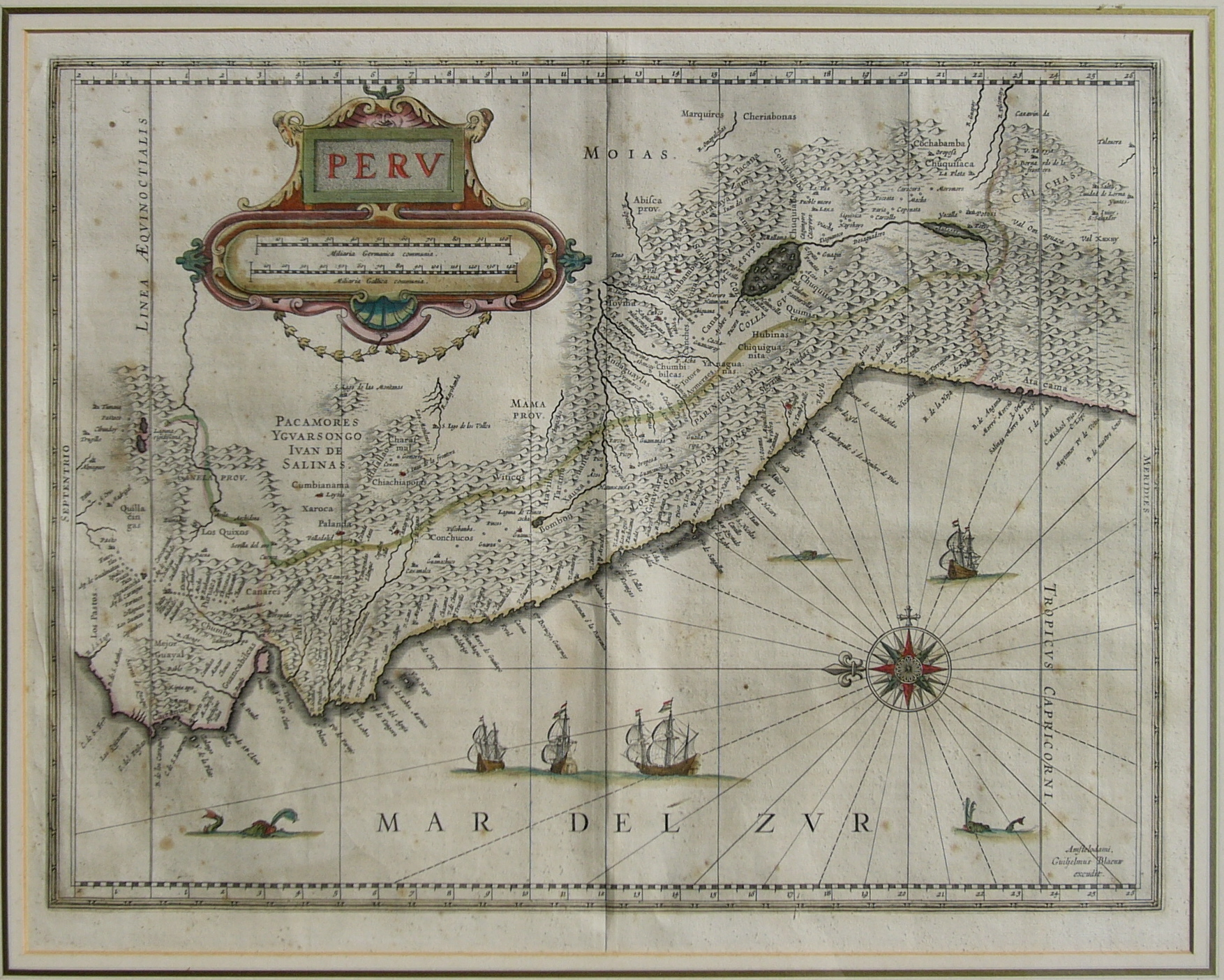
Карта Перу 1635 года

### Хуан де Лисарасу, 1636
В 1976 году Левильер издал «Сообщения, сделанные Доном Хуаном де Лисарасу об открытии Мохос», документ Восточной Боливии, относящийся к 1636 году и представляющий собою свидетельства нескольких человек, участвовавших в экспедициях в поисках Пайтити или располагавших иной ценной информацией по этому вопросу. Наиболее полное и подробное сообщение о Пайтити из всех известных нам на данный момент, которое помещено в документе на первое место, принадлежит священнику Диего Фелипе де Алькайя. Насколько можно понять из текста, оно было записано Алькайей со слов его отца, конкистадора Мартина Санчеса де Алькаяги. Алькаяга, в свою очередь, получил эти сведения от Дона Карлоса Инки. Этот последний, по словам Левилльера, был сыном Паулью Инки, представителя индейской аристократии, поддерживавшего сторону испанцев. Так, в сообщении Лоренсо Кабальеро встречаются слова, приписываемые им Гонсало Солису Ольгину: «…И для меня, который потратил цвет своих лет со всеми Губернаторами и Капитанами, которые предпринимали попытки открыть [эту землю], ведомые сообщением, которое Дон Карлос Инка дал Мартину Санчесу Алькаяге…». Возможно, эта версия послужила основой для многих других и создала Пайтити его широкую славу. В тексте есть многочисленные сведения о географических условиях и о расположении местности:

И, исходя из расположения земель, [Манго Инга] заселил обратную сторону холма, называемого Пайтити [Paititi], где, по рассказам индейцев Гуарани [Guaranies], которые позже пришли сюда, чтобы встретиться с этим могущественным Господином, в этом холме находят выходы серебра [plata corrida], и там добывают металл, и очищают его и плавят, и получают чистое серебро. И так же как здесь, в Куско, была [прежде] глава этого Королевства [Reyno], так теперь она находится в этом Великом Королевстве Пайтити, называемом Мохос [grandioso Reyno el Pytiti, llamado Mojos].— Lizarazu J. Informaciones hechas por Don Juan de Lizarazu sobre el descubrimiento de los Mojos // Maurtua, Victor M. Juicio de Limites entre el Peru y Bolivia. Prueba Peruana Presentada al gobierno de la Republica Argentina. Madrid, 1906. Vol. 9. P. 124–212.
Из сообщения Лисарасу также следует, что Пайтити означает «Свинцовая гора», поскольку «titi» — свинец, а «pay» — тот.
Повторяют в сокращённом виде и с некоторыми вариациями эту же информацию в рамках того же документа Лоренсо Кабальеро и Франсиско Санчес Грегорио. Вероятно, они прочли текст Алькайи, прежде чем дать собственные сведения, либо были знакомы с этим рассказом ранее.
Версия Алькаяги в XVII веке была широко известна и популярна.

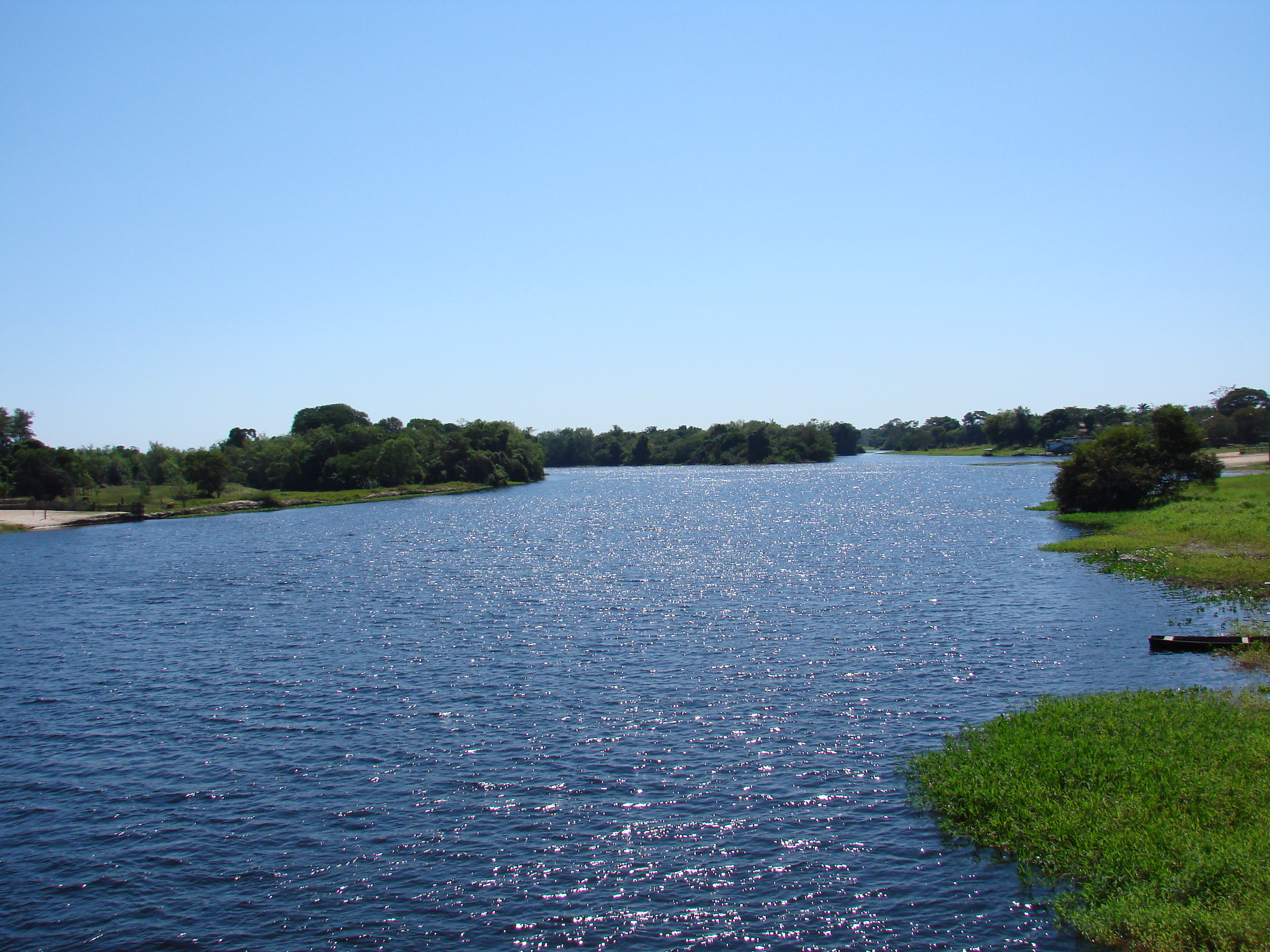
Река Гуапоре

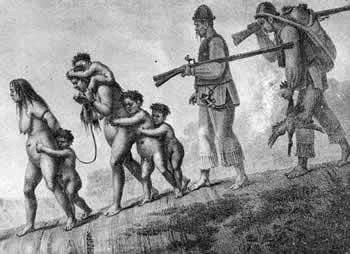
Семья гуарани, захваченная работорговцами. Художник Мишель Дебре.

Описание пути Манго Инги прекрасно накладывается на реальную географию, которая в то время ещё не была как следует известна испанцам. Проследив его маршрут по карте, можно судить, что он достиг Восточной Боливии, в районе современного города Санта Крус, затем шёл на север вниз по течению реки Гуапай (приток Маморе), затем по Маморе до её слияния с Гуапоре (Манатти), через которую построил мост, затем повернул на восток и поднялся на холмы Сьерры де Паресис (Восточная Бразилия, штат Рондония). К тому же заключению пришёл Левилльер.
Другие авторы сообщений из собрания Лисарасу непосредственно называют Сьерру де Паресис как местонахождение Пайтити. Среди них Херонимо де Вильярнао, священник экспедиции Гонсало Солиса Ольгина:

Сказали эти индейцы, которых называем Торокоси [Torococis], что индейцы земель, которые лежат дальше [tierra adentro], имеют серебро, в основном те, которые, как мы полагаем, есть Инки, бежавшие из Пиру… И это может быть правдой также потому, что земля, которая находится дальше, отличается по климату, как это видели и испытали испанцы, которые около тридцати двух лет назад побывали в стране Паречес [Pareches], где нашли земли и провинции холодного климата, где обнаружили большие горные хребты и очень высокие холмы, которые находятся в этой стране. И что есть [там] индейцы Инки, это правда, согласно сведениям [noticia], которые имеются по этому поводу, каковые обитают у подножия большого холма, возле которого течет полноводная река, которую местные зовут Манатти.— Lizarazu J. Informaciones hechas por Don Juan de Lizarazu sobre el descubrimiento de los Mojos // Maurtua, Victor M. Juicio de Limites entre el Peru y Bolivia. Prueba Peruana Presentada al gobierno de la Republica Argentina. Madrid, 1906. Vol. 9. P. 154–155.

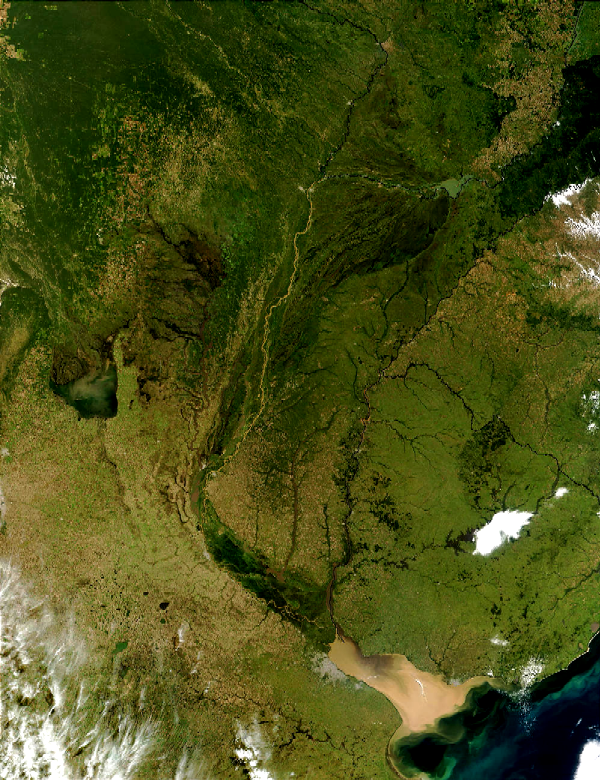
Рио де ла Плата (вид из космоса)

Наиболее точные географические сведения приводит Васко де Солис:

Известия о Богатой Земле Мохос [Tierra Rica de los Mojos], где, как говорят, живут инки и имеют в подчинении множество провинций, считаю правдивой, потому что слышал от старых солдат из Парагвая, то что рассказывали парагвайские индейцы гуарайи [Guarayies], что они отправились открывать [новые земли] на Север, вниз по реке, называемой Манати, которая берет начало на склонах хребта Паречис [cordillera de los Parechis], с Западной стороны, и течет на Север: говорят, что эта река местами достигает лиги в ширину; на этом же хребте берет исток Рио де Ла Плата, которая течет на юг с Восточных склонов. Эти индейцы гуарайи по пути все время сталкивались с дикими индейцами, одни из которых обитали в горах, другие на равнинах, и что им было больше проку от горных индейцев, потому что у них находили что грабить, а равнинные были бедными; и что эта река соединяется с Рио Гранде [Rio Grande], и отделяет эти реки Перуанский хребет [Анды] от [хребта] Паречис. И поднялись они на хребет Паречис, и увидели большие поселения; и схватили одну индианку, которая вела барана [ламу], и она стала громко кричать, прося помощи, и названные гуарайи потащили на себе её и барана в свой лагерь, где на них напали инки с пращами и камнями, что вынудило их к бегству, пуская вперед женщин и детей, бежали они пока не взобрались на гору, где устроили засаду, убивая инков, которые их преследовали; тогда [инки] их оставили, и гуарайи ушли в Парагвай.— Lizarazu J. Informaciones hechas por Don Juan de Lizarazu sobre el descubrimiento de los Mojos // Maurtua, Victor M. Juicio de Limites entre el Peru y Bolivia. Prueba Peruana Presentada al gobierno de la Republica Argentina. Madrid, 1906. Vol. 9. P. 182–183.
Алонсо Солето Перния, участник нескольких экспедиций, рассказывает о виденном собственными глазами в местности, которая считалась непосредственными подступами к Пайтити: «И вышли мы на дороги, и в месте, предназначенном для отдыха [descansadero] мы нашли множество выкорчеванных деревьев, поставленных корнями вверх, как бы говоря, смотрите, какова сила индейцев этой провинции, не ходите на наши земли. И на этих вырванных деревьях были нарисованы лики демонов, очень тонкой работы, так что мне подумалось, что это для того, чтобы поклоняться каждый раз, когда [индейцы] туда приходят». В другом месте у того же Алонсо Солето находим описание предмета, похожего на главный алтарь храма Пайтити: «Нашли мы возвышение / помост [pulpito] наподобие котла, и был он из круглого камня/скалы, и имел подъем, чтобы всходить наверх, высеченный в той же скале; и я поднялся наверх, чтобы рассмотреть его, и стал кричать сверху, и один индеец сказал мне, подавая знаки, что я должен спуститься, чтобы его бог не разгневался».

### Фернандо и Франсиско Монтесиносы, 1637

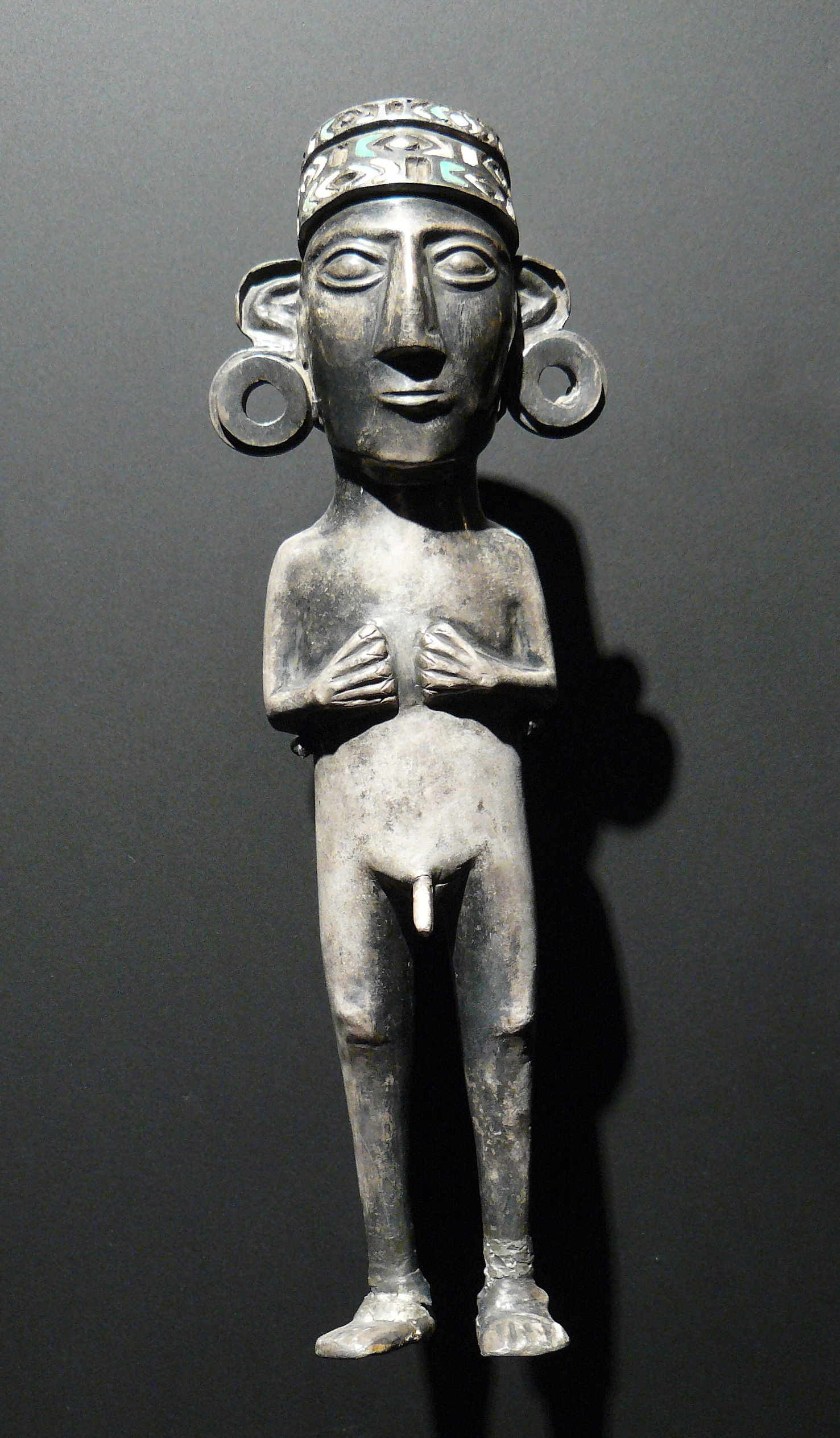
Серебряная статуэтка инков.

Историк Монтесинос исходил из общего представления, что Эльдорадо было страной Офир, упомянутой в Ветхом Завете. Также он говорил с отцом Педро Флоресом (Pedro Flores), Провинциальным главой францисканцев в Лиме, который показал ему письмо Херонимо Хименеса (Gerónimo Ximenez), миссионера внутренних амазонских районов, видевшего слонов и невиданных животных. Солдат Франсиско де Вильянуэва (Francisco de Villanueva), компаньон Хименеса, позже пояснял Монтесиносу, что они не видели слонов, а видели лапы незнакомых животных (ленивцев).
В отношении Эльдорадо Монтесинос ссылается на ранних историков Фернандеса де Овьедо и Сьеса де Леона, а особенно на Педро Симона, детально разработавшего легенду об Эльдорадо. Он сам пишет «Историю Пайтити» (1637—1638), но не успел её закончить, как приходит сообщение, что некая экспедиция, вышедшая за пределы Тармы, вернулась в столицу с золотом. Этой экспедицией в 1637 году руководил Педро Бооркес (Pedro Bohórquez), он обследовал земли индейцев Кампа (Campa) и Амуэша (Amuesha), они обнаружили золотой рудник у реки на восток от Тарма.
Известно, что Фернандо Монтесинос намеревался отправить экспедицию на поиски легендарного Пайтити — Эльдорадо, «la tierra rica y deseada» — «страны богатой и желанной». Что примечательно: в своей книге он сообщает, что его двоюродный брат Франсиско Монтесинос (вместе с Бооркесом) в 1637 году вошёл в провинцию Тарама или Тарма и забрал оттуда 6-х знатных индейцев в Лиму, где их приняли с почётом, а потом, по приказу вице-короля, вернул их в их земли. Тарама же считалась входом в мифический Пайтити.
Похоже, что Фернандо профинансировал эту повторную экспедицию в Тарма. При возвращении тех 6 индейцев с третьей экспедицией уже под руководством самого брата Франсиско, шести его ближайших друзей и двух францисканских монахов, все они были убиты; задумал убийство индеец Сампати (Zampati).

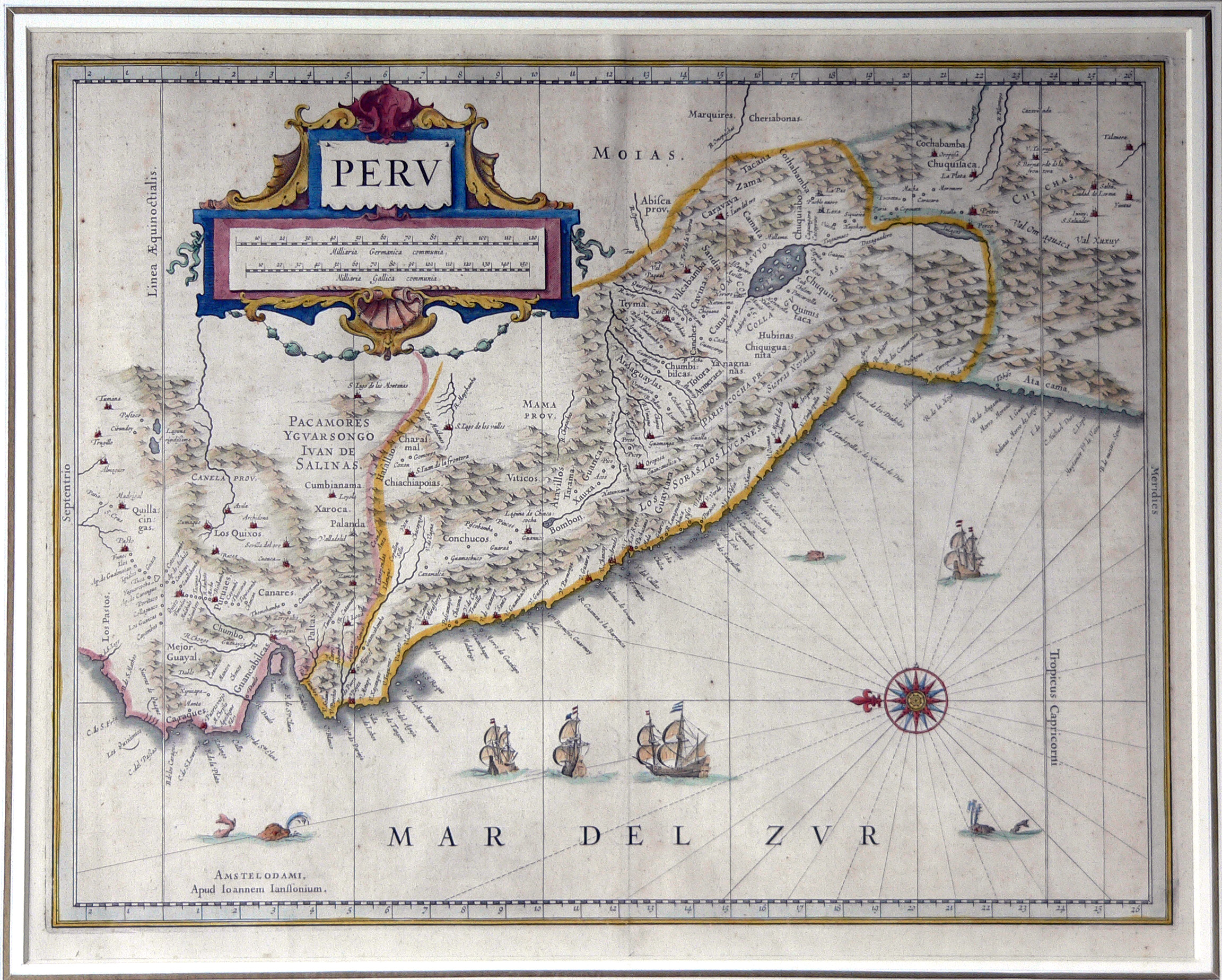
Карта Перу 1647 года

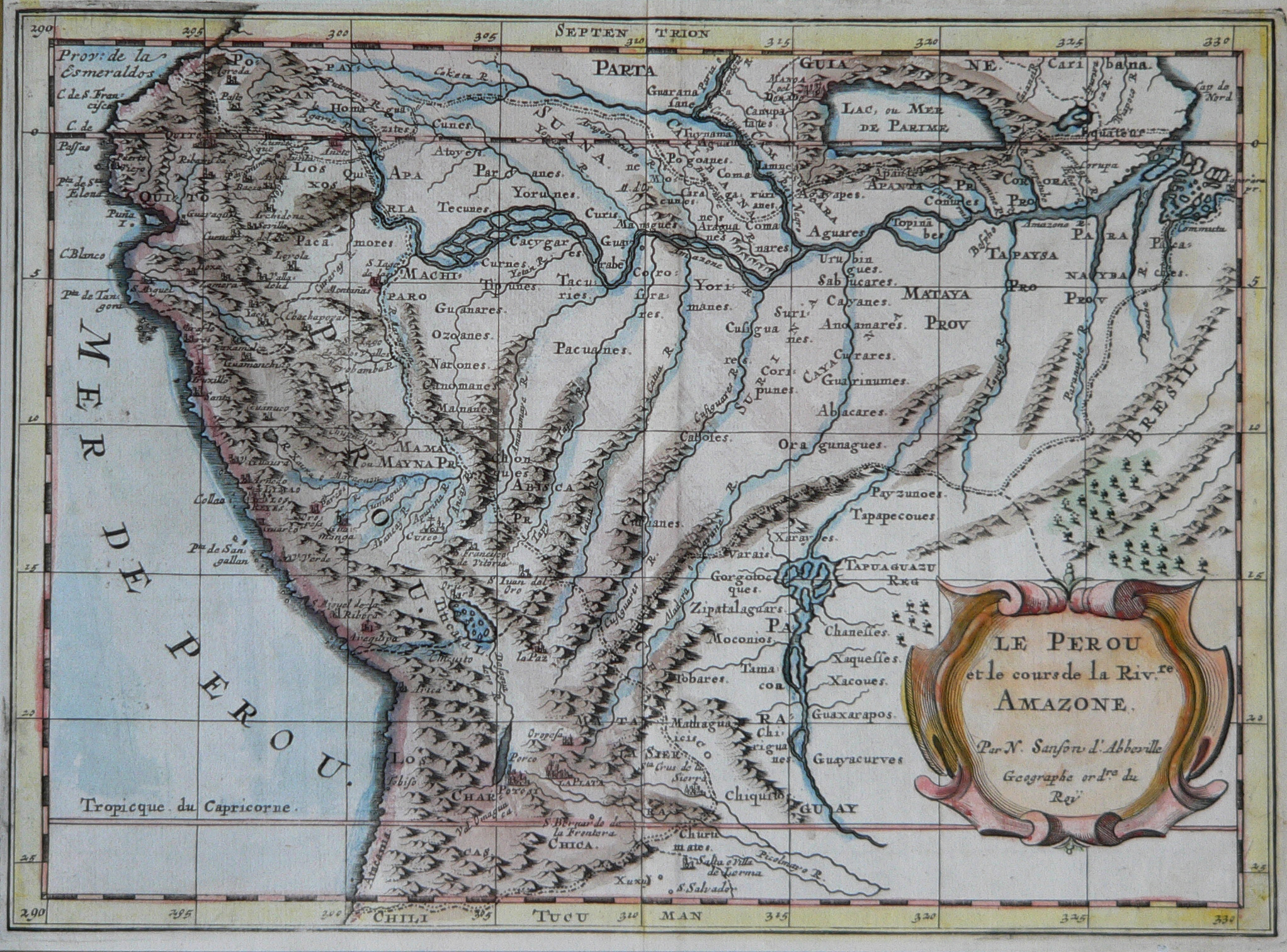
Карта Перу 1652 года

### Хроника Мауртуа, 1677
В Хронике историка Мауртуа (1677) сообщается, что Пайтити было построено и заселено после падения Империи Инков. На вопрос одного испанца: «Где находится Инка?», житель Куско ему ответил, что «Инка, корона и многие вещи также находятся у соединения рек Пайтити и Памара (иногда пропадающими) в трёх днях от реки Ману».
Несколько позже, в 1686 году, миссионер Франсиско де Кале сообщил, что до Пайтити 5 дней ходу от Куско.

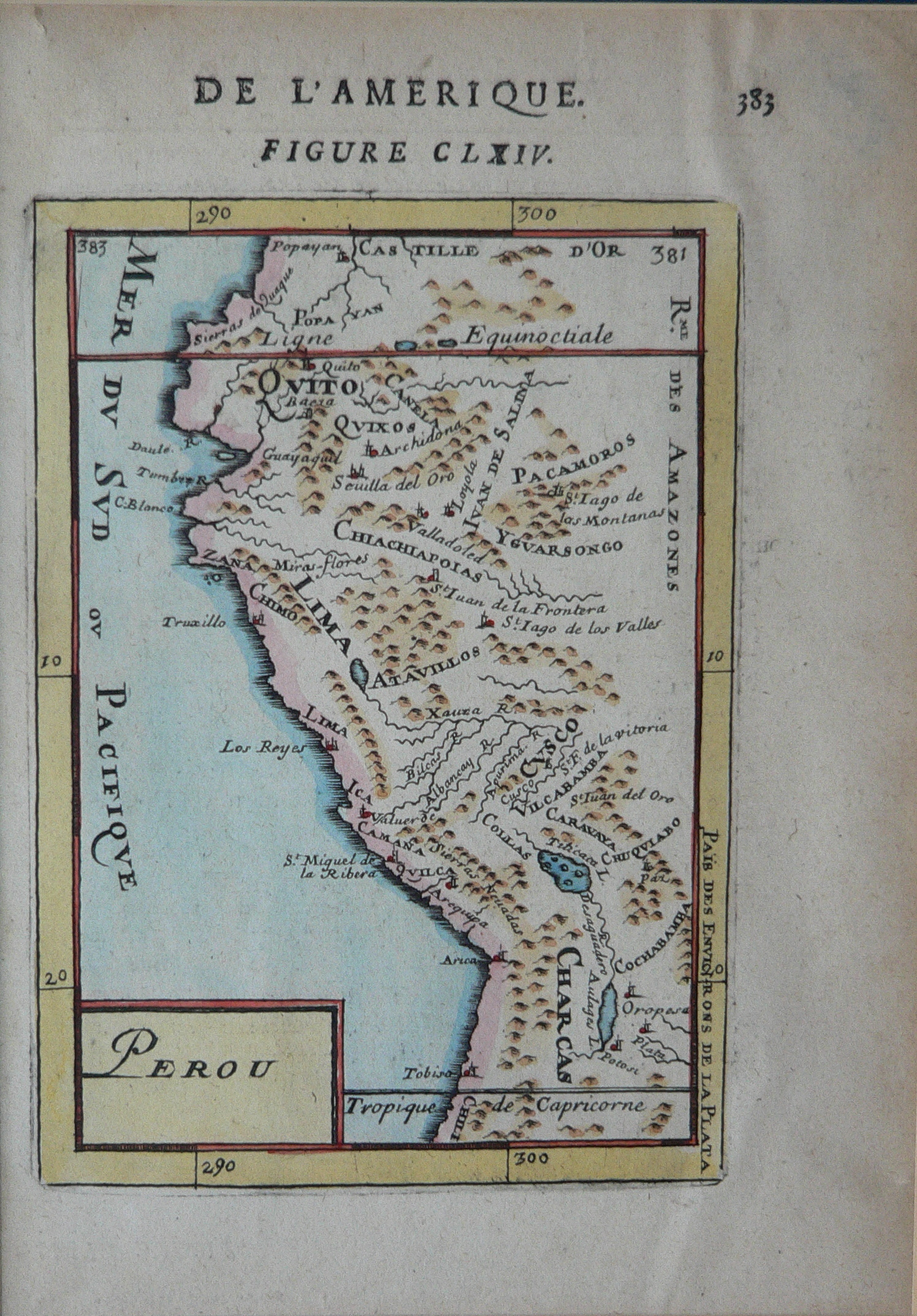
Карта Перу 1683 года

### Карта Пайтити, XVII век
В Церковном музее в Куско есть карта Пайтити XVII века, переведённая с кечуа иезуитскими миссионерами. На карте нарисованы реки и горы. Вокруг карты нанесён текст: «Сердце от сердца, индейская земля Пайтити, чьи люди называются индейцы: все королевства граничат с ним, но он не граничит ни с кем».
В центре вверху надпись: «Эти являются королевствами Пайтити, где держится власть на творении и желании, где горожанин найдёт лишь еду, а поэт, пожалуй, сможет открыть закрытую издавна дверь, из самой настоящей любви».
Внизу справа надпись: «Здесь можно увидеть окраску песни невидимых птиц».
Эти фразы, построенные, видимо, с помощью тайнописи, образованы на основе какой-то легенды.
Изображение карты было опубликовано в книге Яцека Палкевича «В поисках золотого Эльдорадо» и размещено на его обложке.

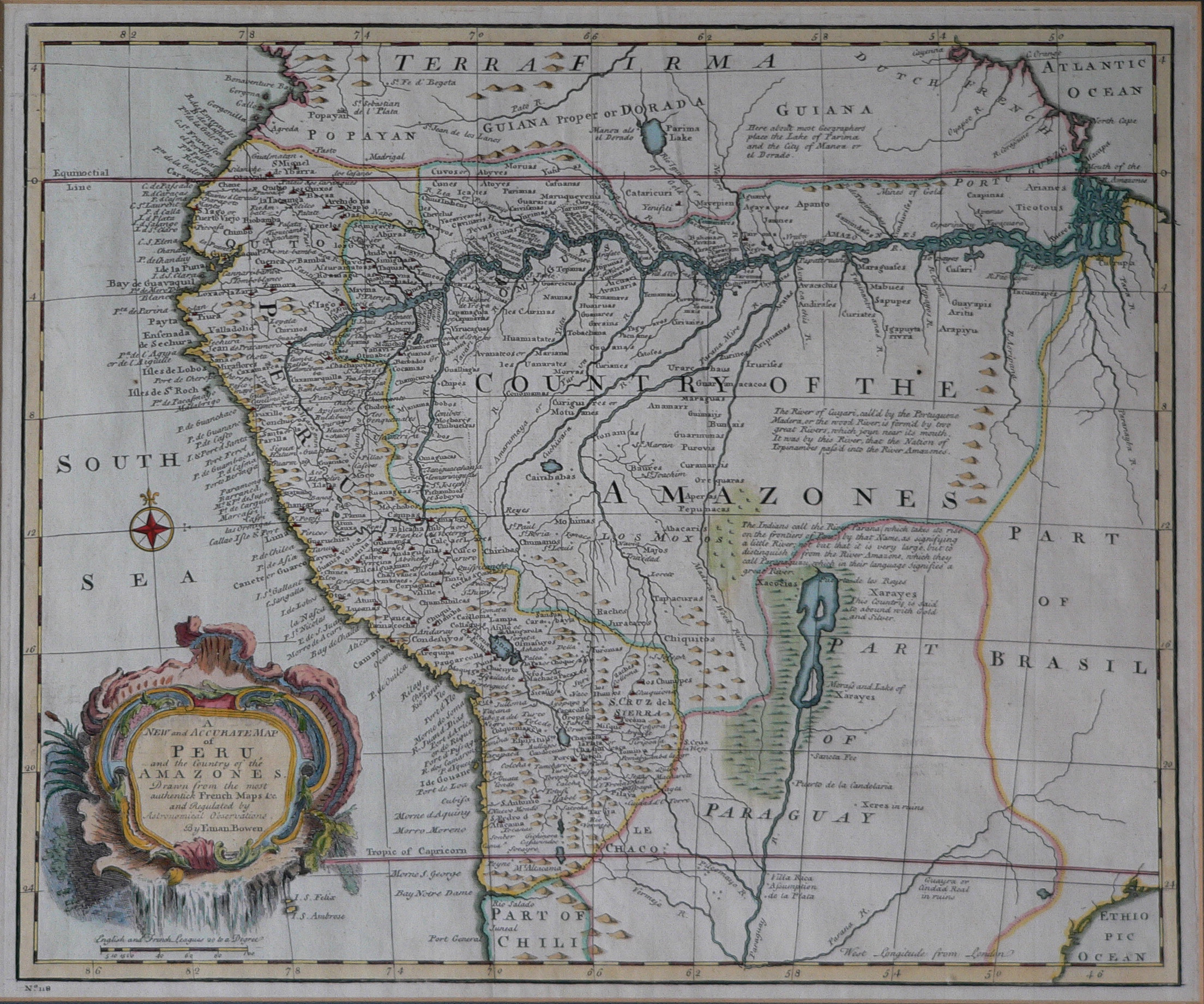
Карта Перу 1750 года

### Португальские документы, XVIII век

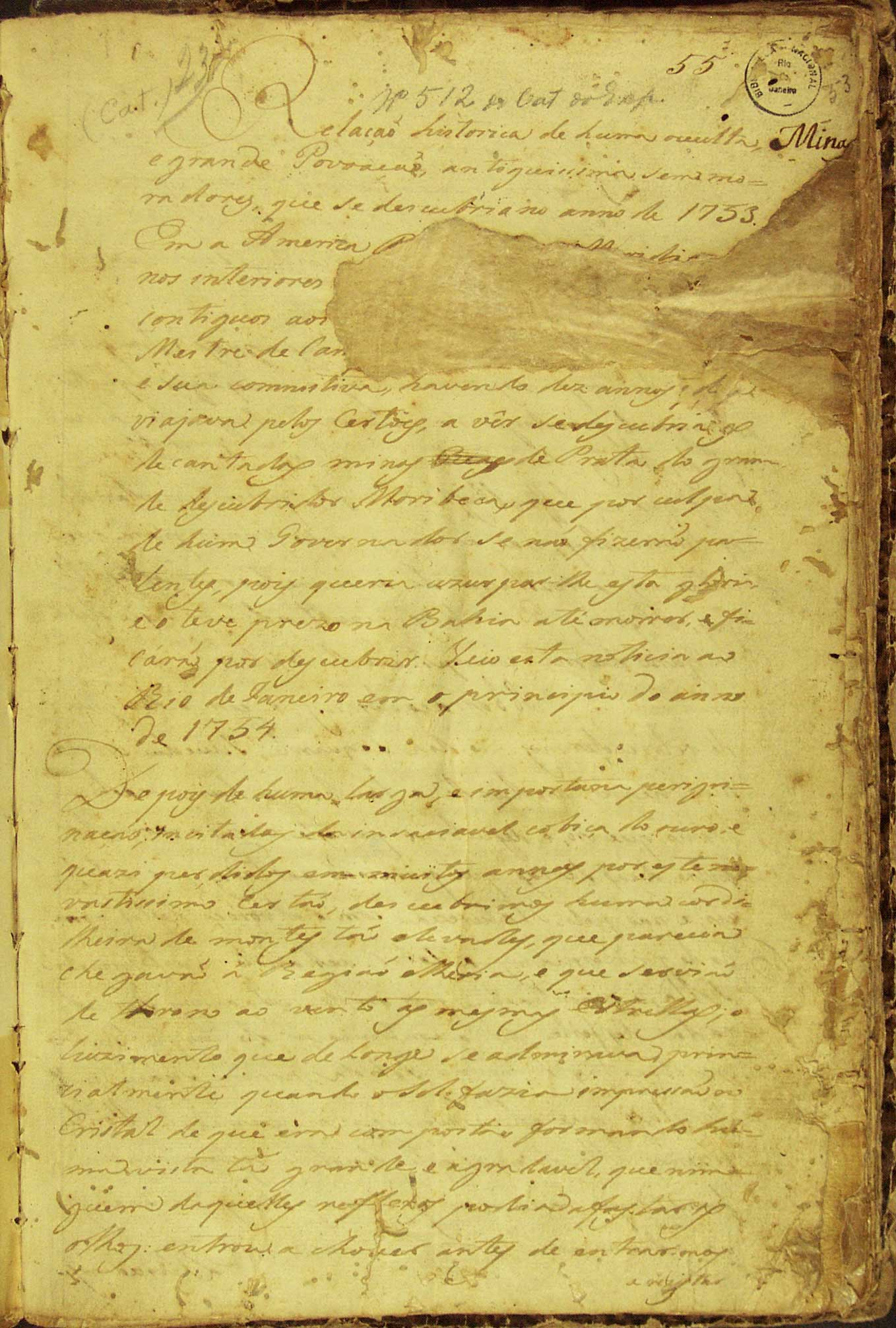
Первая страница Рукописи 512.

Недостающим звеном в исследованиях земель Пайтити, возможно, являются португальские источники поздней колониальной эпохи (XVII—XVIII века), времен, когда эти территории осваивались с бразильской стороны (напр., Goncalves 1874 и др.). В 1682 году Бартоломеу Буэну да Силва, по прозвищу Аньянгуэра («злой дух»), вернулся из местности Гояс в Сан-Паулу с большим количеством рабов и золота (индианки гояс носили в виде украшений золотые пластинки). Сопровождал его сын, мальчик, по имени тоже Бартоломеу. В 1722 году этот Аньянгуэра Второй основал к западу от верхнего Токантинса, у 16° ю. ш., в верховье реки Риу-Вермелью (правый приток Арагуаи), город Гояс, ставший с 1726 года центром золотопромышленного района. Другие бандейры паулистов продвинулись дальше на запад, за р. Арагуаю, и в первой четверти XVIII века оказались на «сухой, выжженной солнцем, поросшей скудной растительностью шападе» (шапада — плосковершинные, крутослонные возвышенности), которая вошла в бразильскую историю под неподходящим названием Мату-Гросу («Густые заросли кустарников»). Она простирается в широтном направлении между верховьями Арагуаи и Мадейры. «Когда идёшь обычным путём в Мату-Гросу, очень трудно понять, почему эту страну так называют. Громадное пространство здесь занимают степи… Кто пересекает Мату-Гросу, замечает, что текущие к северу реки, системы Амазонки, и текущие к югу, системы Парагвая, возникают как близнецы, бок о бок. Между ними нет гор: каждая идёт в своём направлении как бы по собственной воле». Первые паулисты пришли сюда по рекам системы Параны. В верховья реки Куябы, одной из составляющих левый верхний приток Парагвая, пересекающий большую заболоченную низменность Пантанал, поднялся бандейрант Мануэл Кампус Бикуду в 1675 году в сопровождении своего сына Антониу Пириса Кампуса; вторично оба побывали там в 1716 году. А через два года А. Пирис-сын вновь вернулся в Мату-Гросу, где провёл пять лет (1718—1723). Он разорил и опустошил людную горную страну индейцев пареси — Серра-дус-Паресис, но при этом в 1723 году составил отчёт, в котором «дал такое живое описание страны Пареси и её жителей, которому мог бы позавидовать и современный этнограф». Походы бандейрантов в середине XVIII века привели к тому, что Бразилия стала давать более половины учтённой добычи золота всего мира.

#### Рукопись 512, 1754
В 1754 году португальскими бандейрантами, отправившимися на поиски золотых рудников, был описан («Рукопись 512») затерянный мёртвый город в неисследованных районах Бразилии. Современные бразильские учёные говорят о «самом большом мифе бразильской археологии». Описание развалин мёртвого города в Рукописи 512, оставленное неизвестным автором, неоднократно вдохновляло исследователей (в частности Перси Фосетта в 1925 году) на его поиски.

#### «Бразильский документ», 1759
В Справочнике Южноамериканских индейцев имеется карта «Племена Центральной Бразилии», составленная Куртом Нимуэндажу, где помимо современных этнических групп обозначены исчезнувшие, известные лишь по этноисторическим документам. На правом берегу реки Гуапоре, в северной части Серра-дус-Паресис, можно заметить наименование «патити» с датой 1759. Из какого источника почерпнул Нимуэндажу эту информацию, пока неизвестно, но сам факт существования такого источника говорит о какой-то португальской экспедиции в этот район.

### Тупак Амару II, 1780
В 1780 году Хосе Габриель Кондорканки под именем Тупака Амару II, возглавив восстание, объявил себя Инкой и Правителем Амазонии с владением в Великом Пайтити (el Gran Paititi). Титул был такой «Don José 1.º, por la gracia de Dios, Inca, Rey del de Santa Fe, Quito, Chile, Buenos Aires y Continente, de los mares del Sur, Duque de la Superlativa; Señor de los Césares y Amazonas, de los Dominios del Gran Paititi, Comisario Distribuidor de la Piedad Divina por el Erario sin Par».

### Другие сведения о Пайтити
Считалось:
- что многочисленные «входы» в земли Пайтити находились на территории Чаркаса, и многие смелые капитаны, профинансированные в Потоси, организовывали поиски Эльдорадо или Великого Пайтити, предположительно спрятанного в восточных равнинах (Llanos orientales).
- что племя Куривеос (Curiveos) было подчинено Великому Пайтити (M. Rodriguez).[47]
- что племена Гуарайос и Сирионос (Guarayos и Sirionos), жившие на реке Маморе (приток Бени) в Боливии, верили, что произошли от Испанцев, которые в дни Творения пришли в сельву в поисках Великого Пайтити.
- что племя Кайуабас (Cayuhabas), к востоку от Мохос, имело вождя по имени «Paytiti» (Baraza).[48]

Другие названия, часто используемые для отождествления с потерянным городом в Амазонии, и часто в одних и тех же документах, где упоминается само Пайтити — Waipite, Mairubi, Enim, Ambaya, Telan, Yunculo, Conlara, Ruparupa, Picora, Linlín, Tierra dos Musus, Los Caracaraes, Tierra de los Chunchos, Chunguri, Zenú, Meta, Macatoa, Candiré, Niawa, Dodoiba и Supayurca.

### Экспедиции, с неизвестной датировкой
Чтобы переправиться к Пайтити, «неустрашимый» аделантадо дон Бенито де Ривера предпринял завоевательный поход против индейцев Мохос, но из-за трудностей осуществить это не удалось.

## Пайтити в современном перуанском фольклоре

### Герой культуры Инкарри
В Перу легенда о Паитити вращается вокруг истории героя культуры Инкарри (Inkarri — искажённое испанское произношение Inka Rey, то есть Инка Король) — мифологический персонаж, продукт фольклорного совмещения нескольких исторических личностей, инка, убитый испанцами, который в будущем должен воскреснуть и вернуть Перу в «золотой век» эпохи инков, который, после того, как он основал К’еро (Q’ero) и Куско, отступил в джунгли Пантиакольа (Pantiacolla), проживать остальную часть своей жизни в своём городе — убежище Пайтити. Основным историческим прототипом является инка Тупак Амару. В иных версиях этот персонаж в настоящее время жив и обитает в некоем тайном укрытии, в данном случае в Пайтити. Два других фольклорных персонажа, Кольярри (Король провинции Колья) и Негрорри, это результат влияния новозаветного сюжета о Трёх Царях, как доказывает в своих исследованиях Энрике Урбано. Другие варианты легенды видят Пайтити как убежище инков в пограничной области между Боливией и Бразилией.

### История создания города

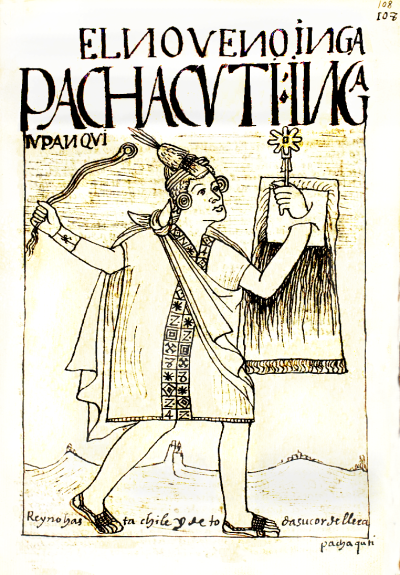
Пачакутек Юпанки

Как указывает исследователь кечуа Ю. А. Зубрицкий: «В эпоху царствования Пачакутека империя инков находилась в горном районе — сельва пугала горцев, да и проникнуть в лесную чащобу было не так-то просто. Но Пачакутек решил покорить зелёный океан. Он отправил на восток отряд разведчиков, и те вернулись с радостной вестью: в глубине сельвы они обнаружили золотоносные реки. И тогда Пачакутек повелел проложить дорогу от Куско, инкской столицы, прямо к месторождениям золота, а неподалёку от них, в глубине сельвы, построить город, который служил бы перевалочным пунктом». Город рос, и просуществовал сотню лет, пока не появились испанцы. И тогда по решению высших инкских сановников и жрецов начался массовый исход индейцев — мужчин и женщин, стариков и детей — в сельву, где стоял Пайтити. Туда же, в затерянный в бескрайних чащобах город, построенный по велению Пачакутека, были перенесены и бесценные сокровища империи инков. Один инкский военачальник, руководивший великим переселением из Куско (в связи с приближением испанцев), чтобы успокоить людей, сказал:
— Не горюйте, не плачьте. Мы идём в город точно такой же, как и столица. Это великий город, как и Куско, такой же (то есть новый город будет таким же, как Куско. Слова, особо подчеркнутые инкским военачальником, звучат на кечуа как «Пайкикин»).
Также считается, что Инка Манко II использовал этот город для хранения 14 идолов (wawqes или wayqes, то есть особо изготовленных статуй, дословно означает «подобие», «изображение») Правителей Инков.

### Легенды о Пайтити
Исследования Веры Тюленевой, проведённые в Перу, показали, что «Среди рассказов о Пайтити можно выделить два полярных варианта,
различные по жанру. Первый из них имеет явный мифологический оттенок. В нём Пайтити — некое утопическое место (город из золота, реже
страна), с явными сверхъестественными характеристиками, населённый инками, которые интерпретируются как мифологические персонажи.
Во многих случаях Пайтити помещается вне реального пространства, в других версиях он связывается с реальными географическими ориентирами. Но в обоих случаях путь туда неизменно связан с некими обстоятельствами и препятствиями сверхъестественного характера и включает пересечение границы между обыденным повседневным пространством и „иным миром“. Иногда рассказчики указывают, что Пайтити доступен только чистокровным индейцам, имеющим кровную связь с инками».
В конце 1970-х годов исследователь Энрике Урбано зафиксировал такие тексты:
1. 

Пайтити находится в самой сельве, в её середине, в городе из чистого золота. Сторожат вход в город два льва, и потом есть два города/селения [pueblos] и море, которое нужно пересечь, чтобы добраться туда, где находится инка. [В] море есть большой город. Пересечь [море] можно верхом [a caballo] на двух тиграх. Когда остановишься, приходят тигры и пролезают у тебя между ног, и верхом тебя несут, и переносят тебя в одно мгновение. Они же переносят тебя снова [назад], опять через море. Но не каждый может туда дойти. Только крестьяне по рождению [netos], которые обладают физическими качествами и повадками инков, [имеют] волосы длинные до пояса, инкскую одежду, чёрную, тканую из шерсти, пончо и сандалии.— Urbano H. Las tres edades del mundo. La idea de utopia y de historia en los Andes // Mito y simbolismo en los Andes: La figura y la Palabra / Compilador Henrique Urbano. Cusco, 1993. С. 294
2. 

Город Пайтити — это большой город из золота, где добывается [se trabaja] золото. Там люди Божьи дети [hijos de Dios], полны удачи [sami]. Там находятся три правителя [jefes]: Кольярри, Инкарри и Негрорри [Kollarri, Inkarri y Negrorri]. От них зависит жизнь всего мира, потому что они правят всеми судьбами.— Urbano 1973. С. 294
3. 

Чтобы увидеть Пайтити издали, говорят, нужно после Паукартамбо идти в сторону Акханаку [Akhanaku]. Оттуда виден высокий холм/гора, называемый Апу Каниуай [Apu Kanihuay]. Чтобы подняться на этот холм и увидеть Пайтити, нужно сделать хорошее приношение [despacho]. Если его не сделаешь как должно, не видать тебе Пайтити, даже не сможешь подняться на Апу, потому что не доходя до вершины начинается дождь, молнии, ветер, град. Апу всегда спускает того, кто считает себя храбрым, и пуще того иностранцев. И если доберёшься без препятствий до вершины Апу Каниуай, он заволакивает все [вокруг] густыми тучами, и не можешь разглядеть горизонта. И так можешь провести дни и ночи, на самом Апу или вдали от него, и он тебе ничего не даст увидеть. Поэтому
важно сделать приношение.— Urbano 1973. С. 294-295
4. 

Инки бессмертны. Живут [они] в Пайтити. Видно с холма Каниуай [Kanihuay]. Это очень высокий холм, и оттуда видна сельва Пайтити.— Urbano 1973. С. 293
Также падре Хуан Карлос Полентини, священник Лареса, собрал значительное количество весьма разнородной информации о Пайтити, от фольклора и фрагментов хроник до материалов собственных путешествий в его поисках, и опубликовал две книги на эту тему.

### Этнографический Пайтити

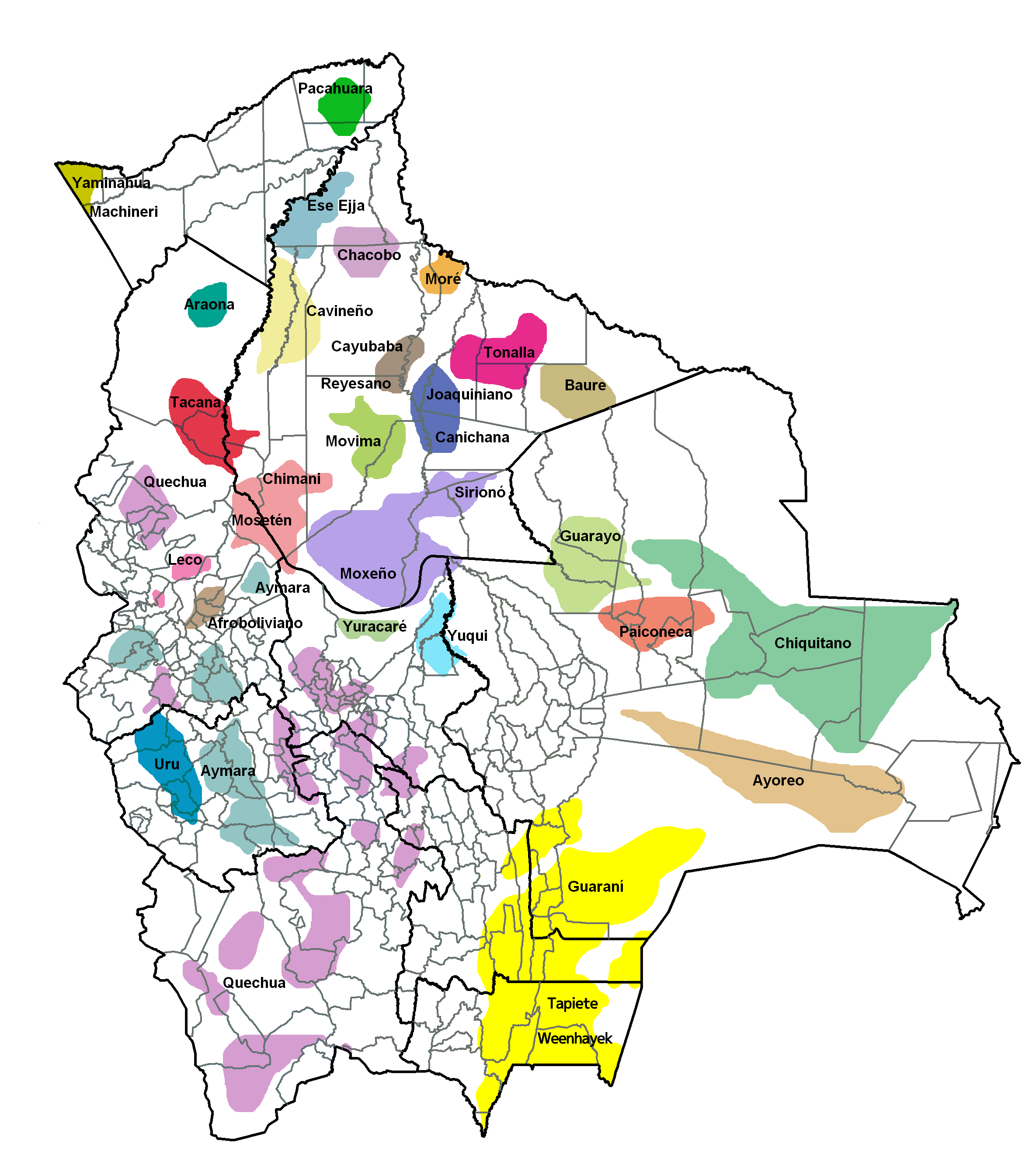
Карта народов Боливии

В историко-этнографической литературе Пайтити часто помещается в регионе Восточной Боливии, называемом Равнины Мохос (Llanos de Mojos). Эту низменную, местами болотистую местность населяли в эпоху Конкисты и населяют до сих пор, наряду с другими племенами, индейцы Мохос, принадлежащие к аравакской языковой семье. Эта этническая группа хорошо известна с колониальных времен благодаря миссионерским документам. В XVII и XVIII веках там активно действовали иезуиты. К 1715 году на землях Мохос действовали 15 католических миссий.

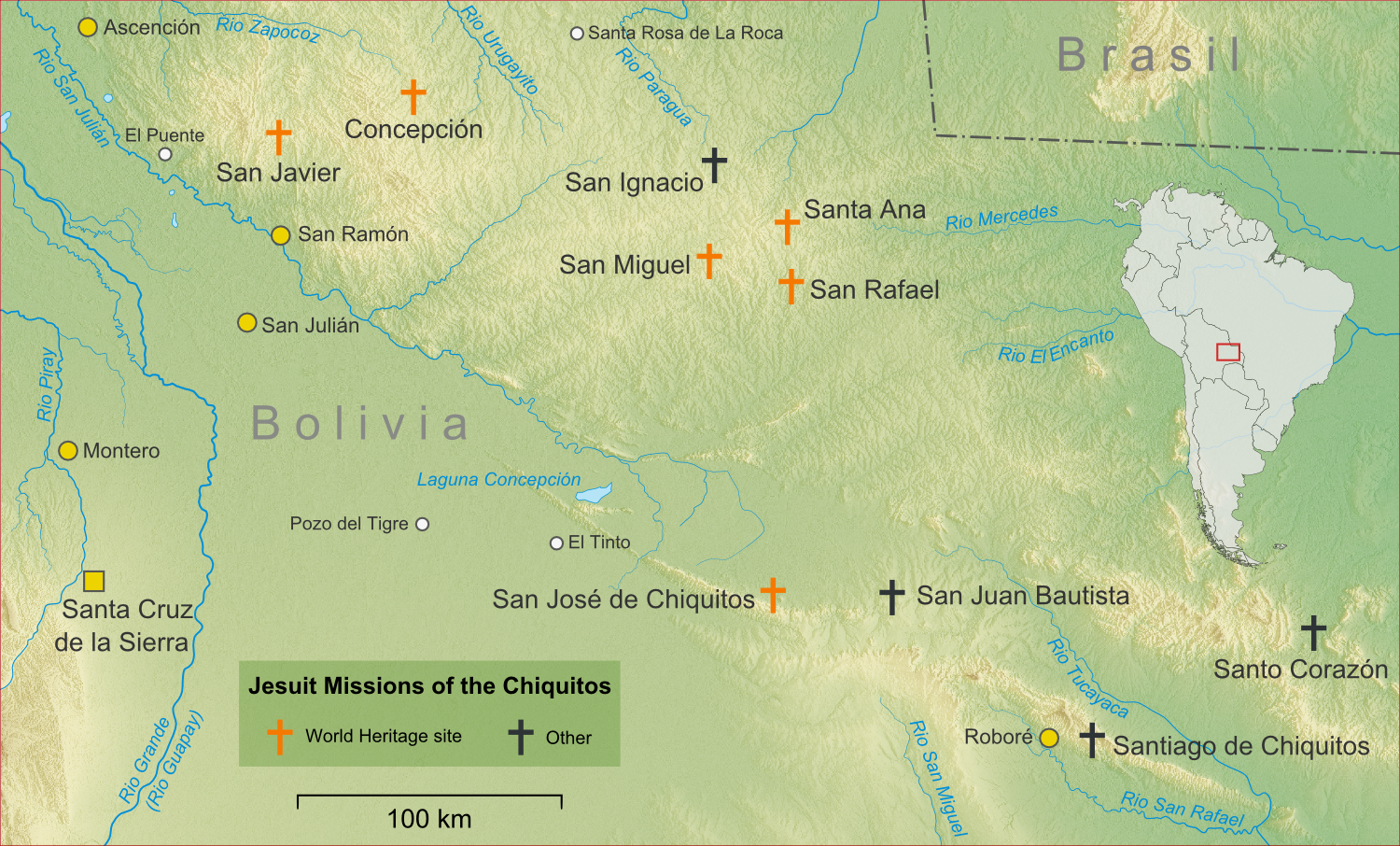
Карта расположения иезуитских миссий

Индейцы Мохос вызывали симпатии миссионеров своей «цивилизованностью»: они носили хлопчатобумажную одежду и обильные металлические (серебряные) украшения, жили в крупных поселениях и развили высокую инженерно-сельскохозяйственную технологию. Подлинный размах инженерных сооружений Мохос стал известен благодаря их обследованию и съёмке с воздуха, которые проводились с конца 1950-х годов по инициативе геолога Кеннета Ли. В последние годы интенсивные исследования проводились на землях Мохос и родственных им индейцев Бауре археологом Кларком Эриксоном из Университета Пенсильвании. Его проекты направлены на фиксацию и консервацию обширных археологических зон и на возрождение древних сельскохозяйственных технологий, доказавших свою эффективность (Erickson 1995, 1998, 2000). Среди памятников Мохос и Бауре выделяются укреплённые поселения, окружённые рвами и палисадами; искусственные водохранилища, многие из которых имеют правильные прямоугольные очертания; каналы, служившие сельскохозяйственным целям, а также в качестве путей сообщения; дороги на невысоких искусственных валах, что предотвращало их затопление в дождливые сезоны; грядковые поля, которые по результатам недавних сельскохозяйственных экспериментов оказались настолько продуктивными, что способны были прокормить население, во много раз превышающее современное население Льянос де Мохос.

## Экспедиции в поисках Пайтити, XX—XXI век

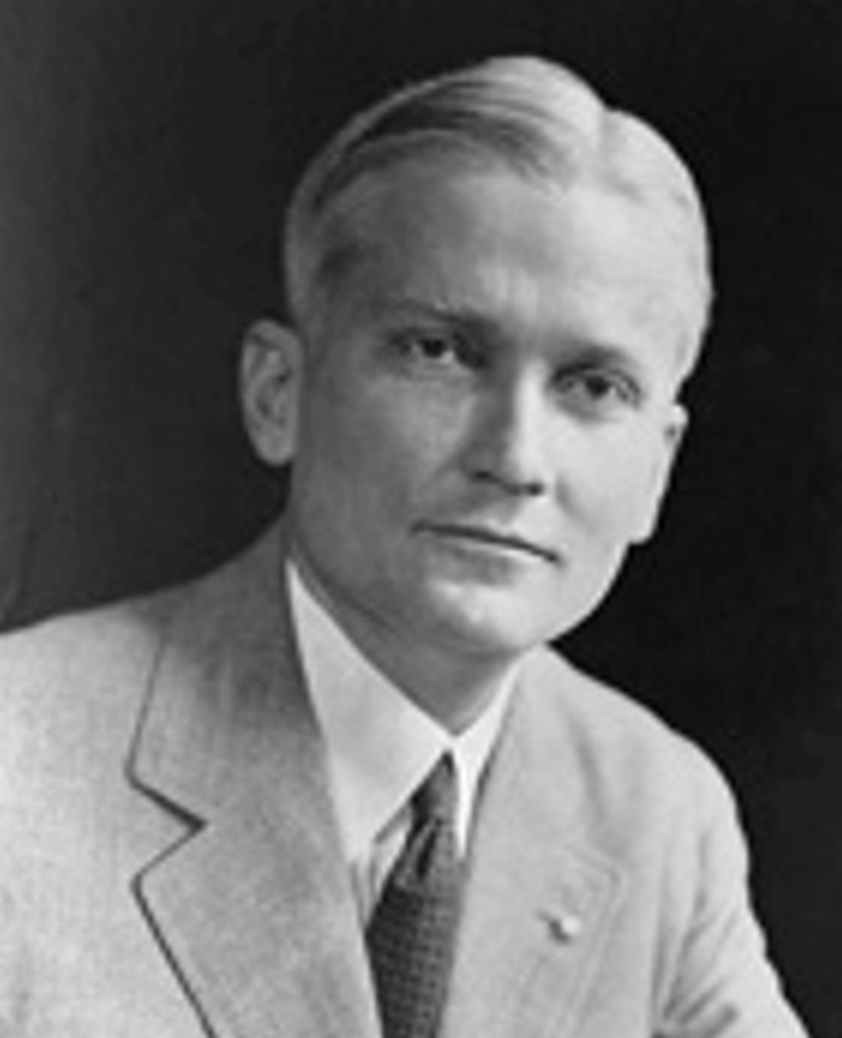
Хайрем Бингем.

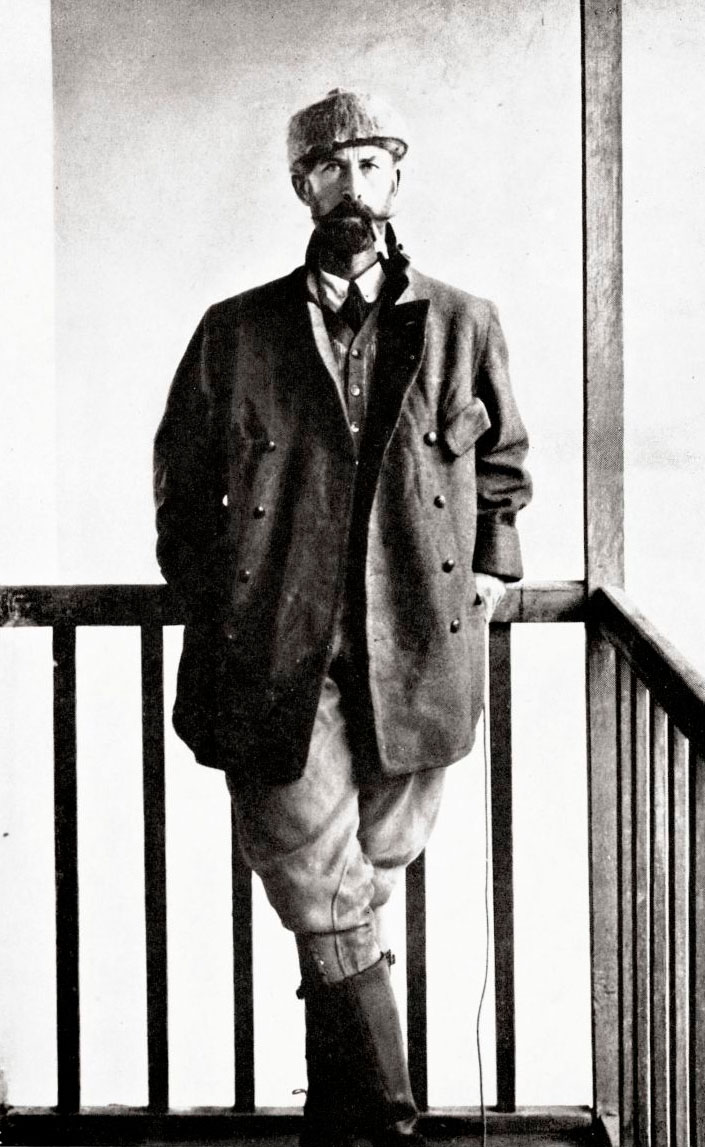
Перси Фоссет

- 1912 — Хайрам Бингем возглавил экспедицию в поисках Великого Пайтити. Ему удалось обнаружить Мачу-Пикчу. Свои открытия он описал в ставших бестселлерами книгах «Земля инков» (1922), «Мачу-Пикчу» (1930) и «Затерянный город инков» (1948).
- 1925 — Британский военный топограф полковник Перси Харрисон Фосетт (Percy Harrison Fawcett) отправился с экспедицией в Мату-Гросу (Бразилия) на поиски следов неизвестной цивилизации, которую Фосетт считал цивилизацией Атлантиды. Известно, что Генри Райдер Хаггард, автор знаменитой книги «Копи царя Соломона» подарил статуэтку из чёрного базальта, якобы найденную в Бразилии, своему другу Фосетту, а тот прибег к помощи психометрии, чтобы выяснить её происхождение. По письменному рассказу психометриста выходило, что статуэтка происходила из гибнущего материка, расположенного посреди Атлантики. По словам Фосетта, показания последующих психометристов относительно каменного идола примерно совпадали с рассказом первого[49].
- 1939—1940 — Начало операции Третьего Рейха по Пайтити. Известно, что в ходе этой операции предполагалось задействовать гидросамолёт и несколько лёгких самолётов. О результатах секретной нацистской экспедиции ничего не известно. Основной район поисков: между реками Ориноко и Амазонка, возле озера Парима[61].
- 1954—1955 — de:Hans Ertl (Боливия).
- 1970—1972 — франко-американская экспедиция под руководством Боб Никольса и Сержа Дебру (сына французского министра) — не вернулась. Спасательная экспедиция не обнаружила следов пропавших. Десять лет спустя итальянская экспедиция, нашла в заброшенном шалаше индейцев Гуакапорэ, над берегом реки Шинкебени, одежду и вещи французского происхождения.
- 1984—2000 — предпринято 12 экспедиций Грегори Дейерменджиан (Gregory Deyermenjian).
- 1997 — экспедиция норвежского антрополога Ларса Хафксёрда (норв. Lars Hafskjold) (Мадре-де-Дьос, Перу) — не вернулась.
- Август, 1998—2000 — чилиец Камило Вальдивьесо (Camilo Valdivieso), две экспедиции.
- Июнь 2001 — экспедиция Kota Mama II, Джон Блэшфорд-Снелл (John Blashford-Snell)[62]
- 2002 — Камило Вальдивьесо.
- 2002 — Палкевич, Яцек (Jacek Pałkiewicz) — польский путешественник с командой учёных из географических обществ различных стран (2002 год). Организована телеканалом REN TV. Результаты экспедиции превзошли все ожидания. На плато поверхностью четыре квадратных километра они обнаружили следы доколумбовых цивилизаций (на плато обнаружили: огромные плоские камни, остатки строений, два искусственных озера, сооружённых для золотоплавильного промысла)[источник не указан 2855 дней], под которым предположительно находится лабиринт пещер и тоннелей (группа увидела обрыв, воронку, изрытую кратерами, под ней должен был быть карст (система пещер), целый подземный город, а на земле остатки древних фундаментов и стен)[источник не указан 2855 дней], — именно о нём говорят легенды (по преданию, ягуары являются стражами сокровищ Пайтити; существует поверье, что жрецы после смерти перевоплощаются в ягуаров, так они могли веками стеречь подходы к заповедному городу; легенда о городе на берегу озера и о пещерах, полных сокровищ, по мнению экспедиции, оказались верными), сообщения индейцев и архивные документы.
- Июнь 2004 — «Quest for Paititi», экспедиция Дейерменджиан и Мамани (Mamani) обнаружили руины поселения инков возле пика Último Punto на север от Пантиакольа (Pantiacolla)[63]
- 2005 — француз Тьери Жамин и перуанец Херберт Картахена обнаружили петроглифы возле Пушаро[64].
- 2006 — Paititi Expedition: экспедиция Дейерменджиан и Мамани к реке Таперачи на север от Яверо, обнаружила удалённое инкское поселение.
- 2009 — Археологические раскопки, проведённые в районе Бока до Акри (Бразилия) возле рек Акри и Пурус, выявили, согласно статье Martti Pa¨rssinen, Denise Schaan & Alceu Ranzi Pre-Columbian geometric earthworks in the upper Puru´s: a complex society in western Amazonia в британском журнале Antiquity, более 200 массивных земляных сооружений в верхней части бассейна Амазонки недалеко от границы Бразилии с Боливией. Открытие основано как на недавних археологических раскопках, так и на снимках обезлесевших районов Амазонки, взятых с Google Earth. Со спутника это выглядит как ряд геометрических фигур, вырезанных на земле, но археологи и историки, опубликовавшие доклад, полагают, что это остатки дорог, мостов, рвов, улиц и площадей, формировавших основу развитой цивилизации, простиравшейся на территории 155 миль, с населением, достигавшим 60 тысяч человек. Учёные также смогли обнаружить сеть дорог, протянувшуюся более чем на 250 километров. Руины датируются 200-1283 годами н. э[65]. Координаты находок: Cruzeirinho — S 08 50’ 38", W 67 15’ 11"; Mustafa 1 — S 08 52’ 32", W 67 14’ 42"; Mustafa 2 — S 08 53’ 15", W67 14’ 42"; Mustafa 3 — S 08◦ 53’ 11", W67 10’ 19"; Boca do Acre 1 — S 8 43’ 13", W67 10’ 34"; S 09 47’ 13.5", W67 20’ 35.2".

## Фильмография
- «Discovery: Разгадка тайн истории с Олли Стидсом. Утраченный Город Золота» (англ. Discovery: Solving History with Olly Steeds. Lost City of Gold) — научно-популярный фильм, снятый Discovery в 2010 г.